# Judit amb el cap d'Holofernes

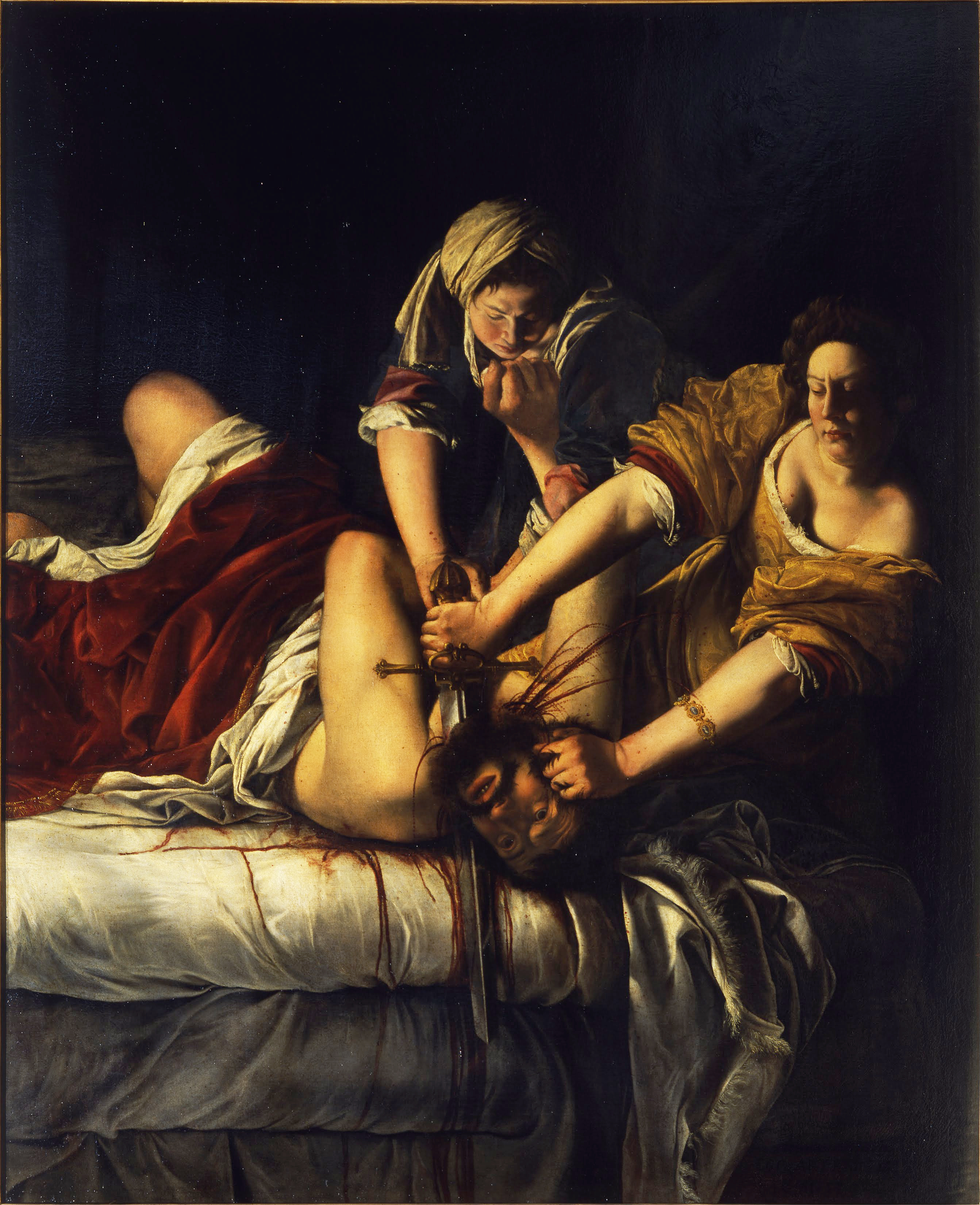
Judit decapitant a Holofernes, d'Artemisia Gentileschi, 1614-1618

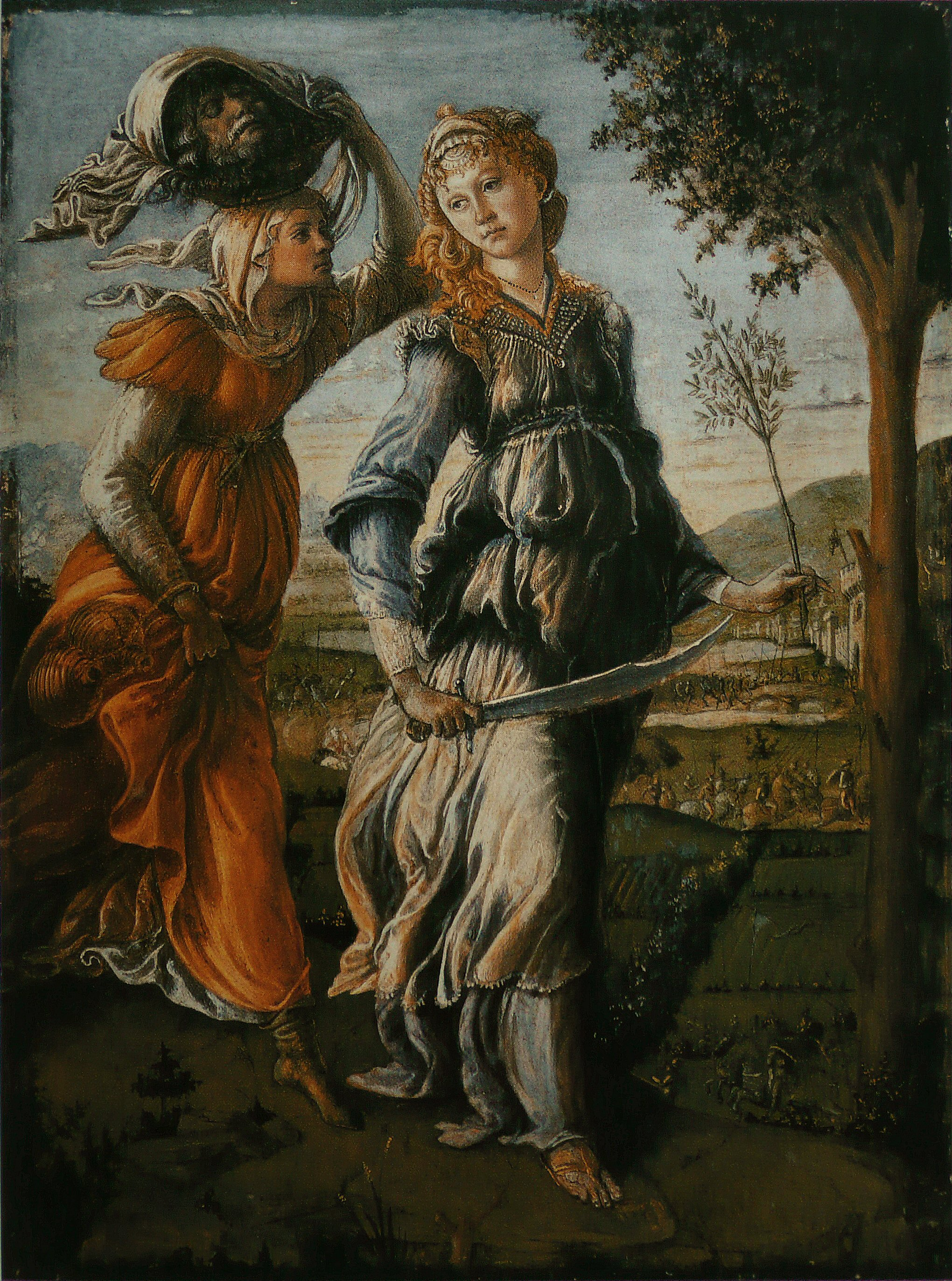
Retorn de Judit a Betulia, de Sandro Botticelli, 1470

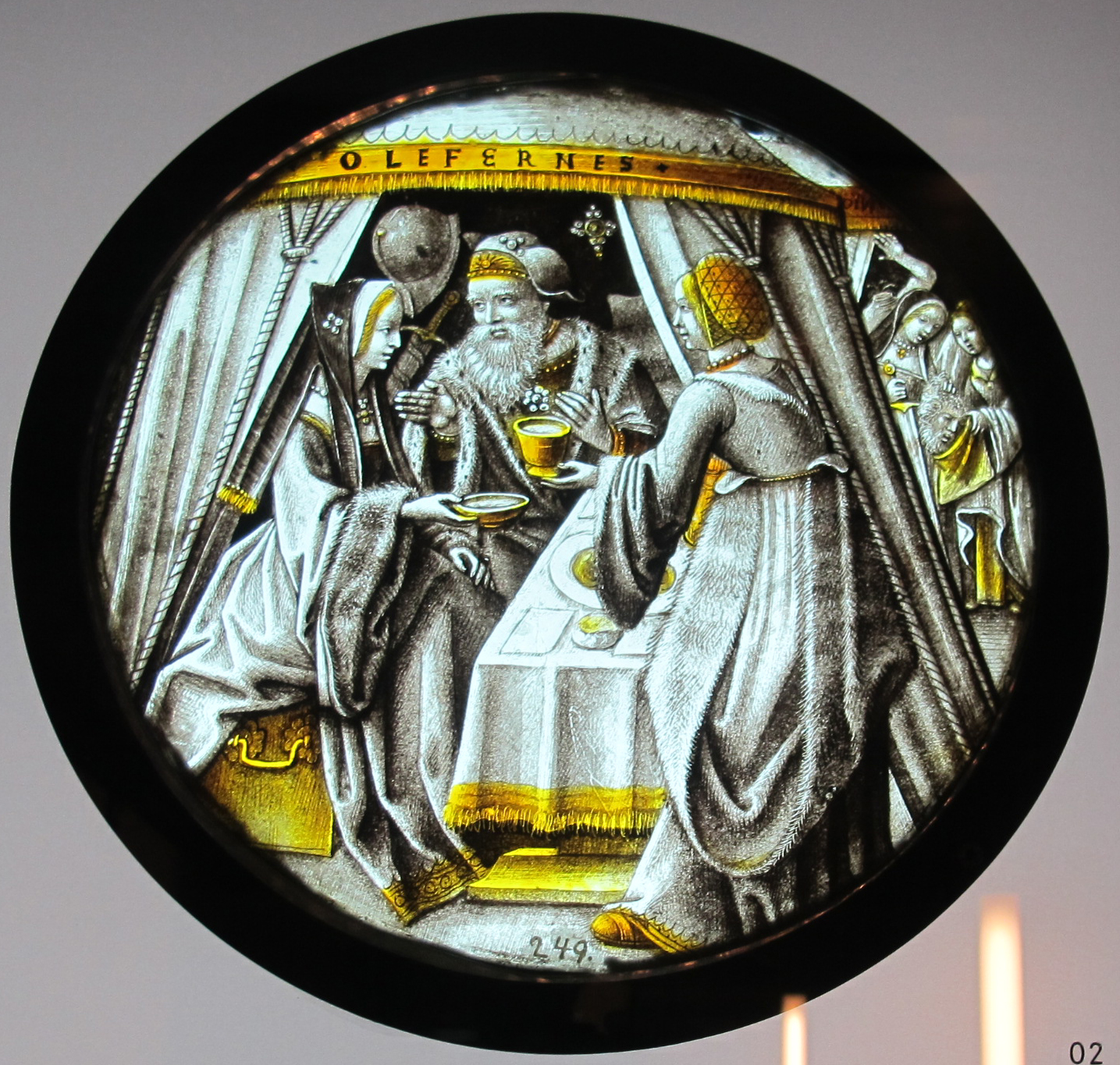
Vidriera, c. 1510-1530 (Germanisches Nationalmuseum)
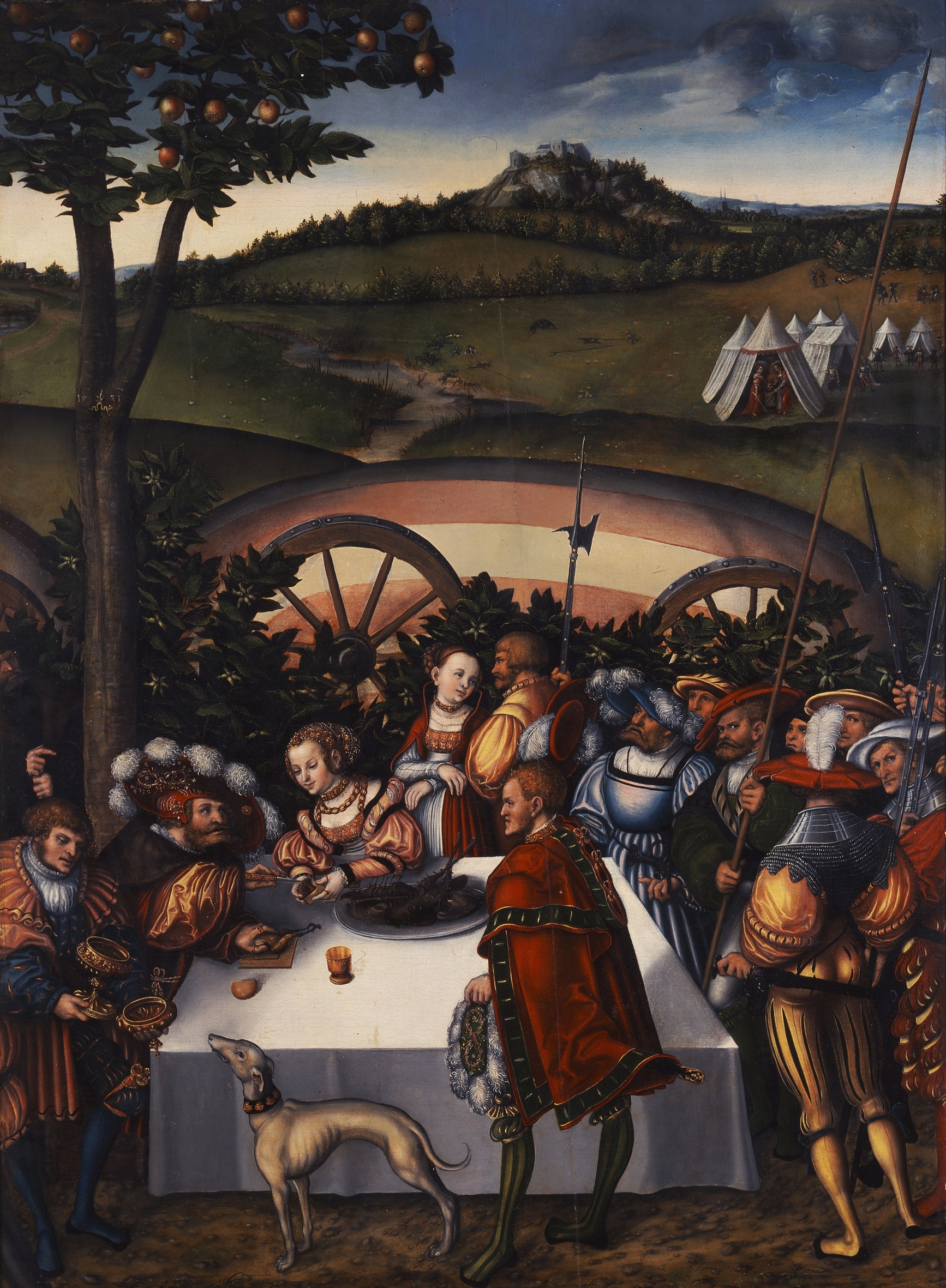
Cranach el Vell, 1531
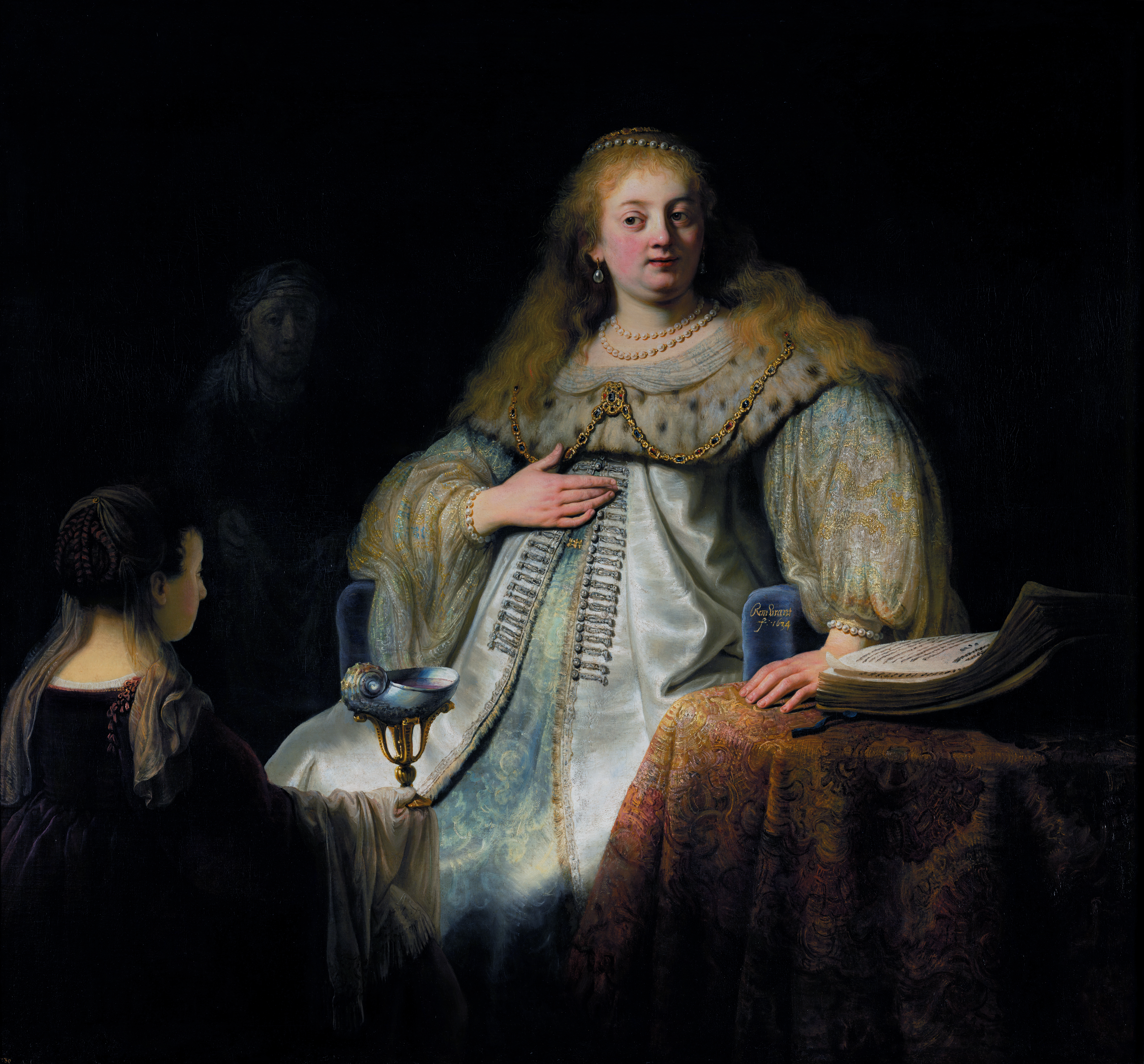
[[Artemisa (Rembrandt)|La abans coneguda com «Artemisa» de Rembrandt]], 1634

Judit amb el cap d'Holofernes o Judit decapitant Holofernes és un episodi bíblic i un tema artístic relativament freqüent en l'art cristià. Apareix en el Llibre de Judit, un dels deuterocanònics; i ha estat representat en més de 114 pintures i escultures.

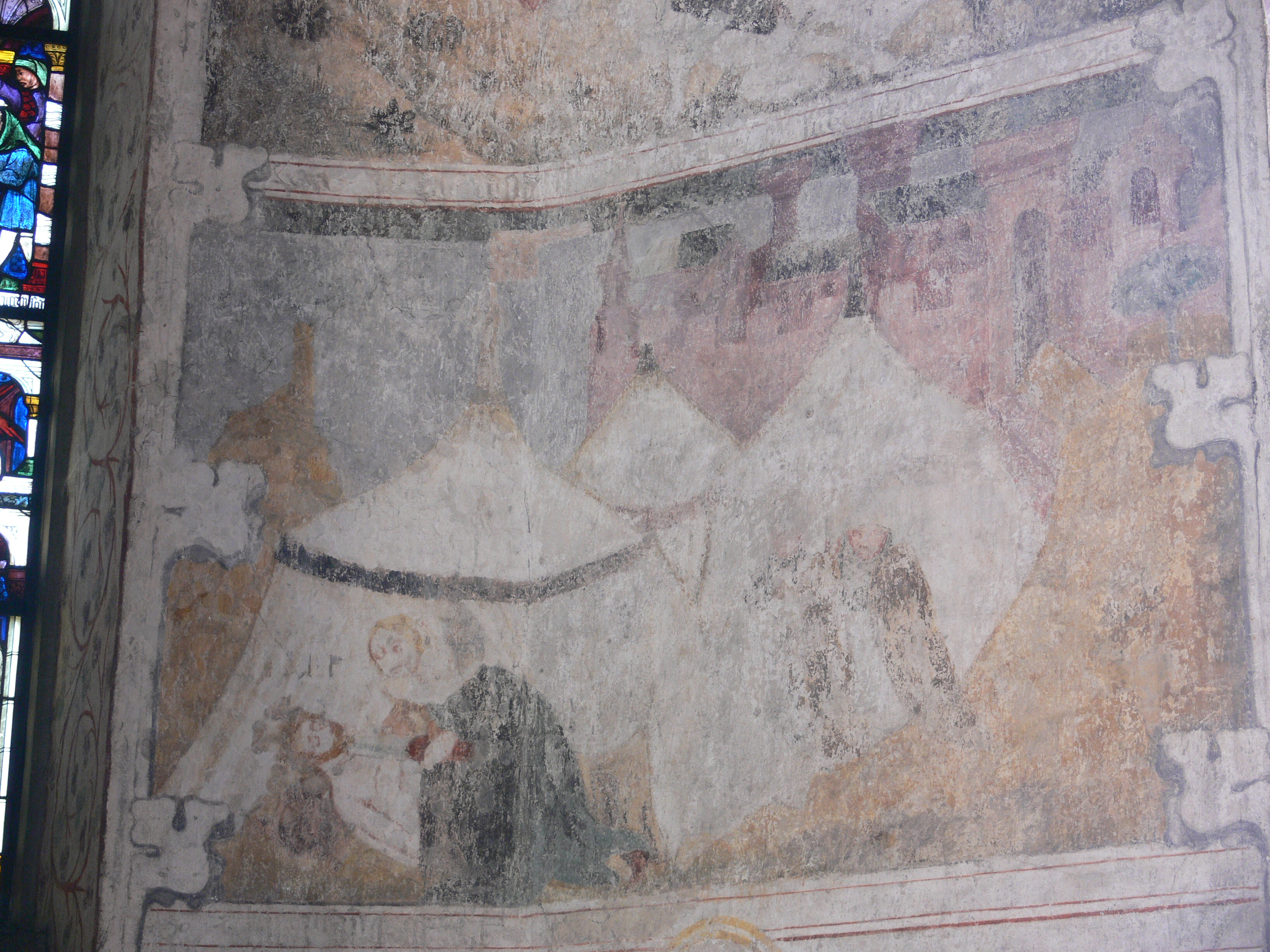
Frescs de Mariä Himmelfahrt (Eriskirch), c. 1410-1420
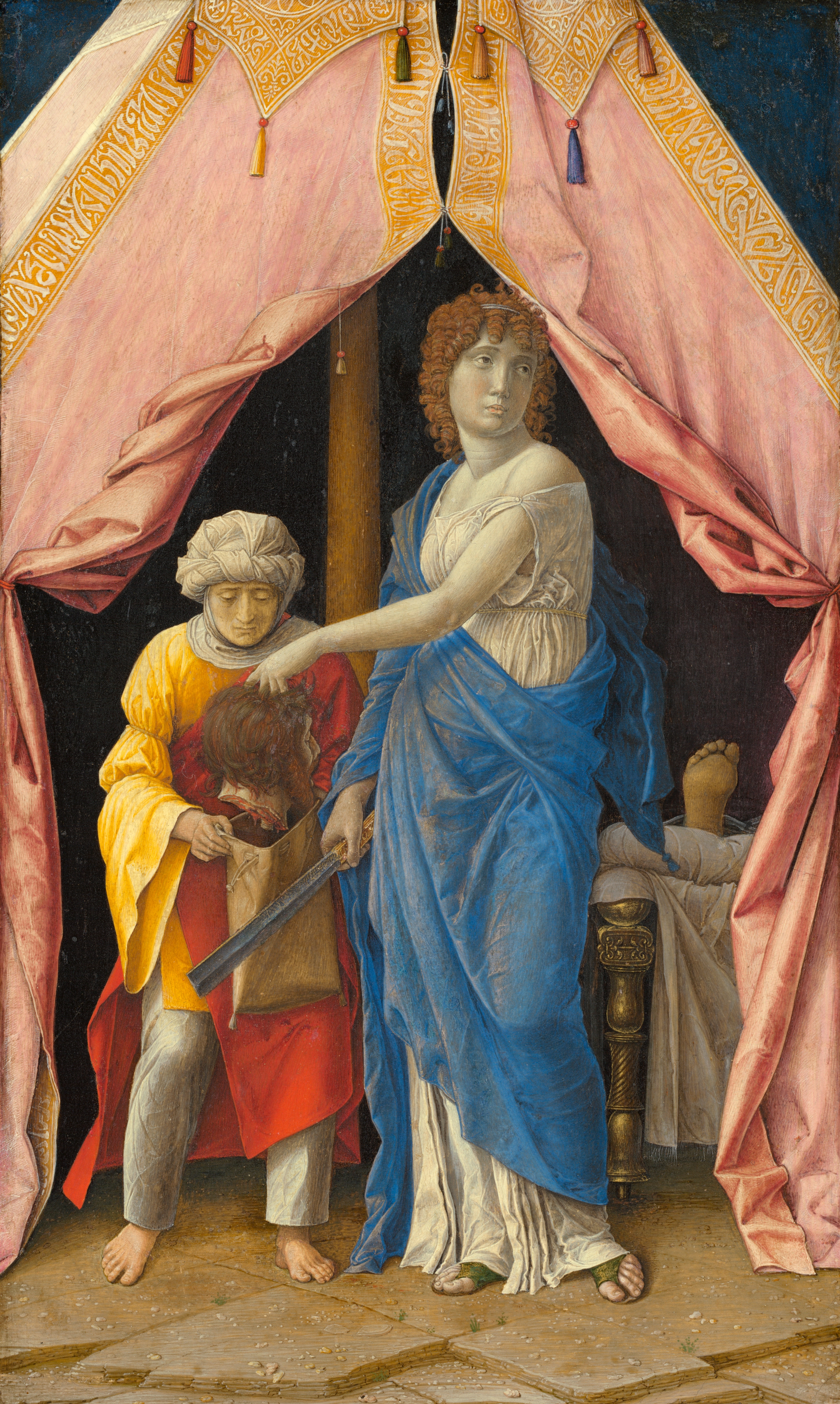
Andrea Mantegna, c. 1490
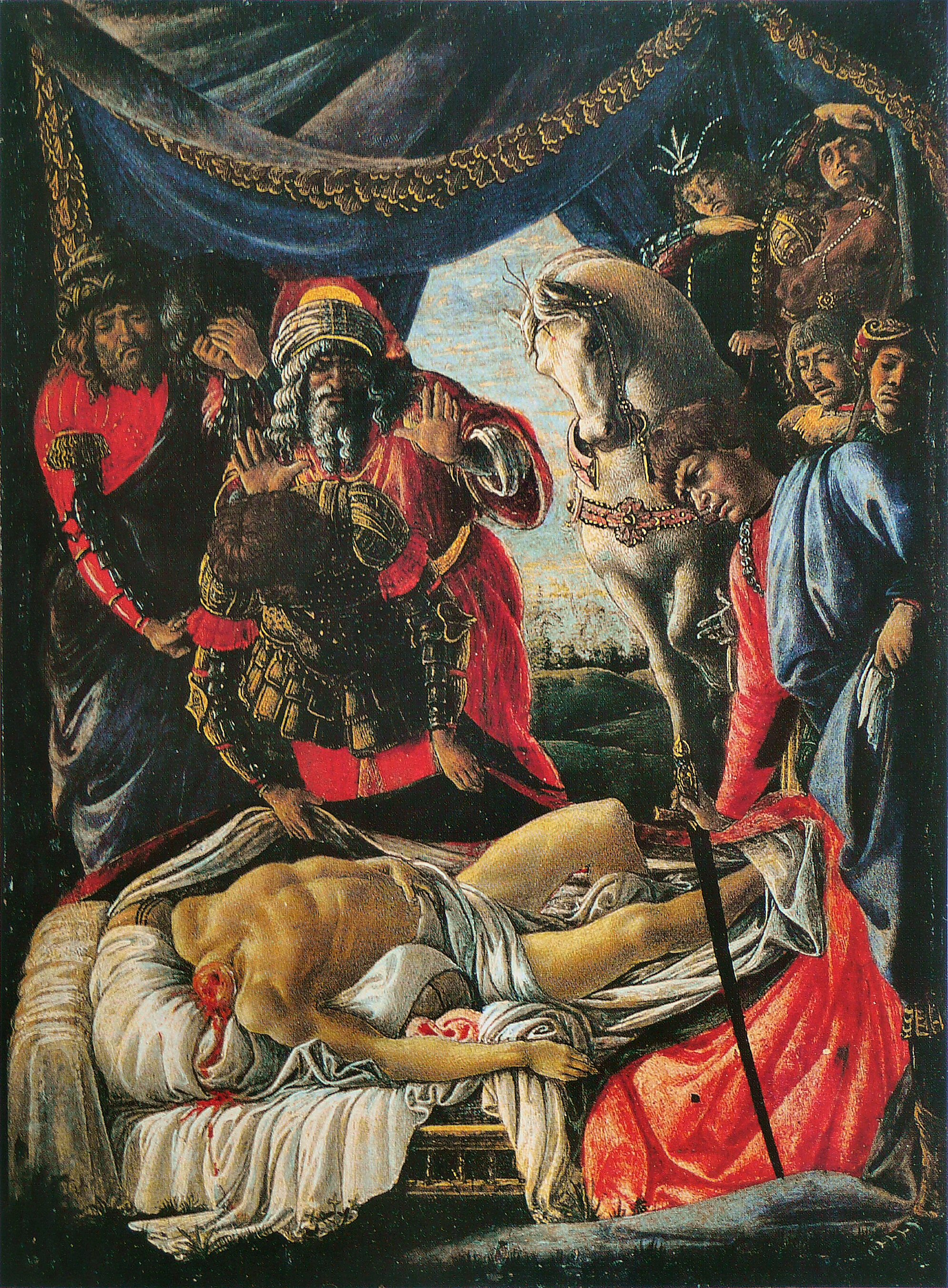
Botticelli, c. 1470
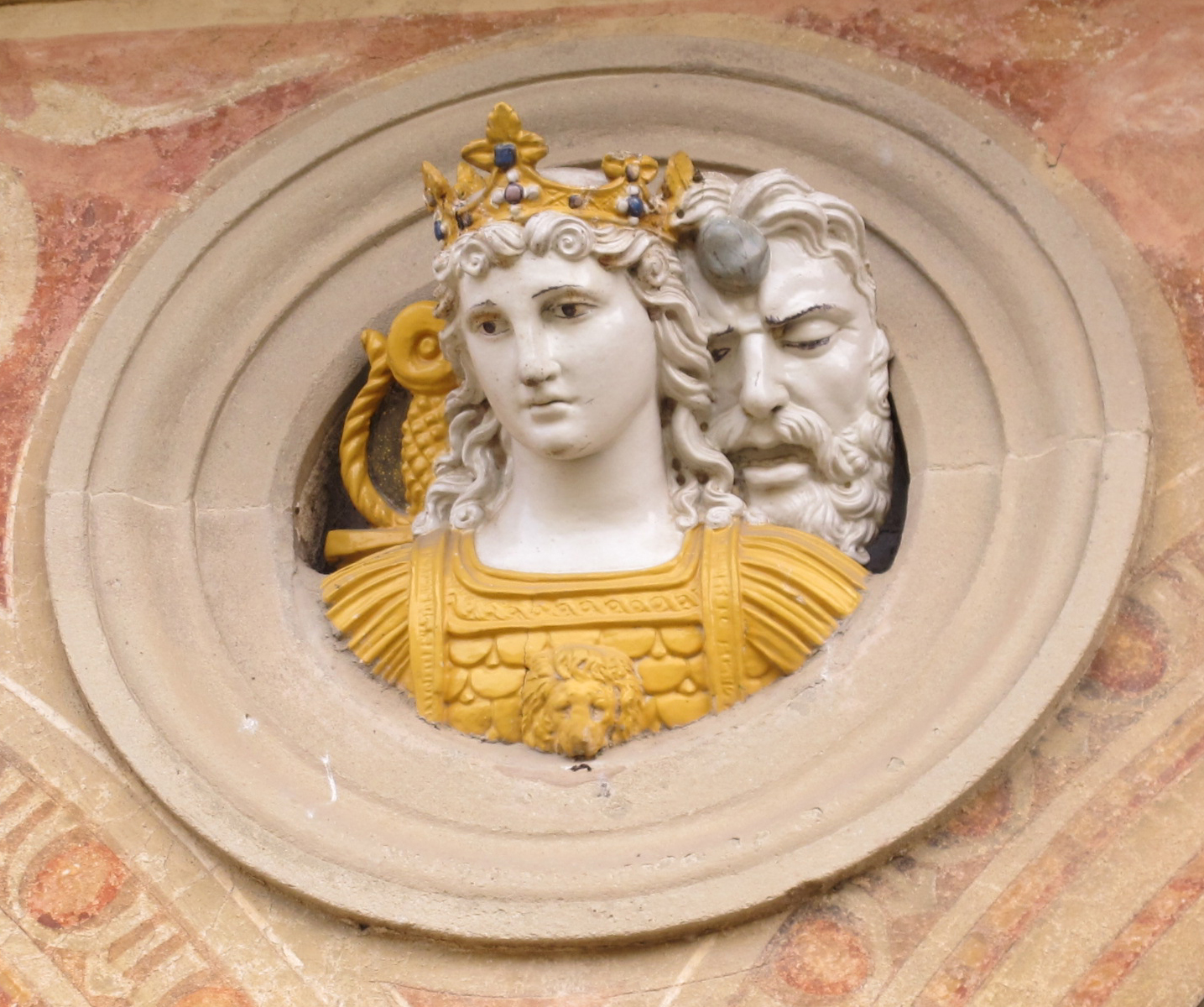
Relleu policromat de Giovanni della Robbia, Claustre Certosa, finals del o començaments del
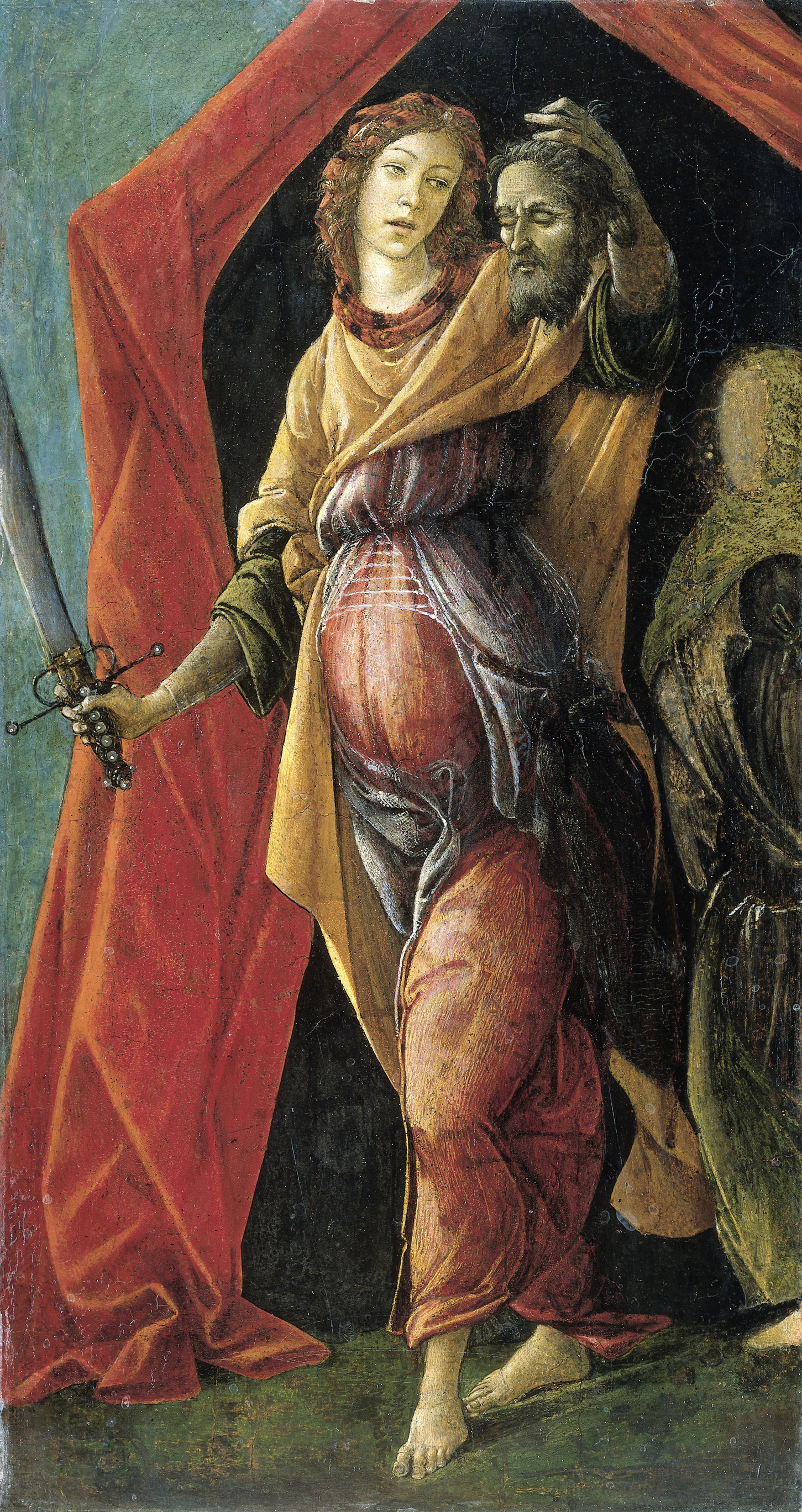
Botticelli, c. 1497-1500
Estatueta en alabastre, Alemanya c. 1525
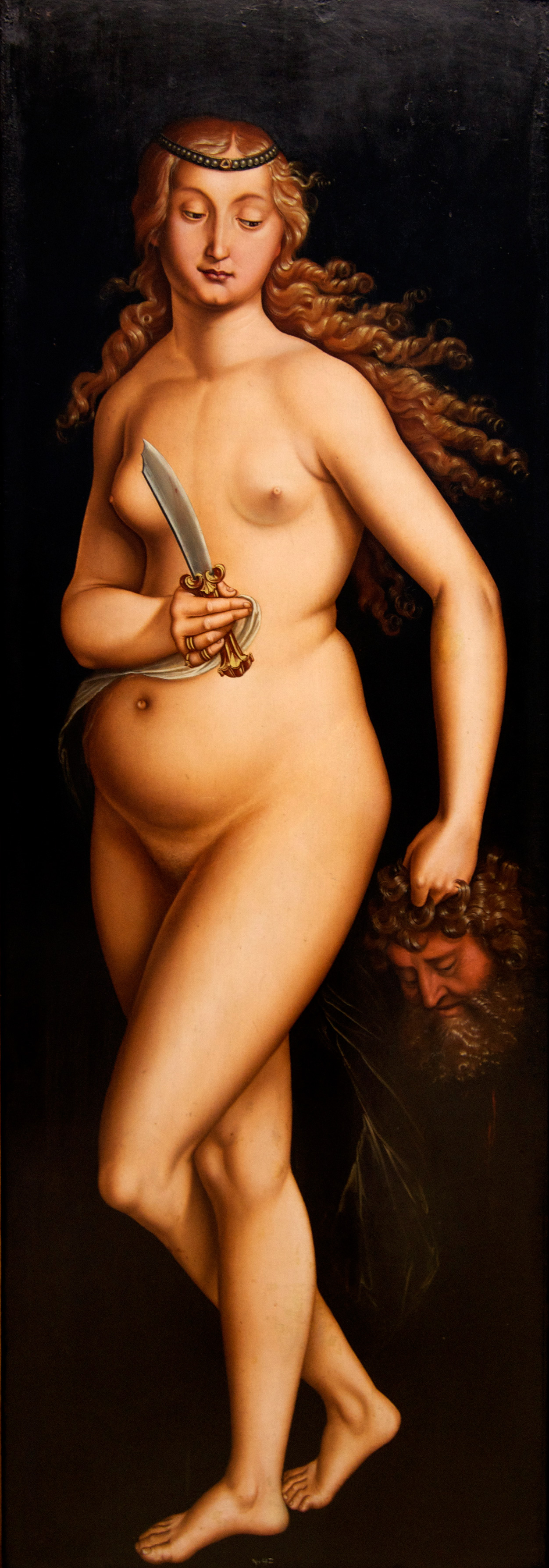
Hans Baldung, c. 1525
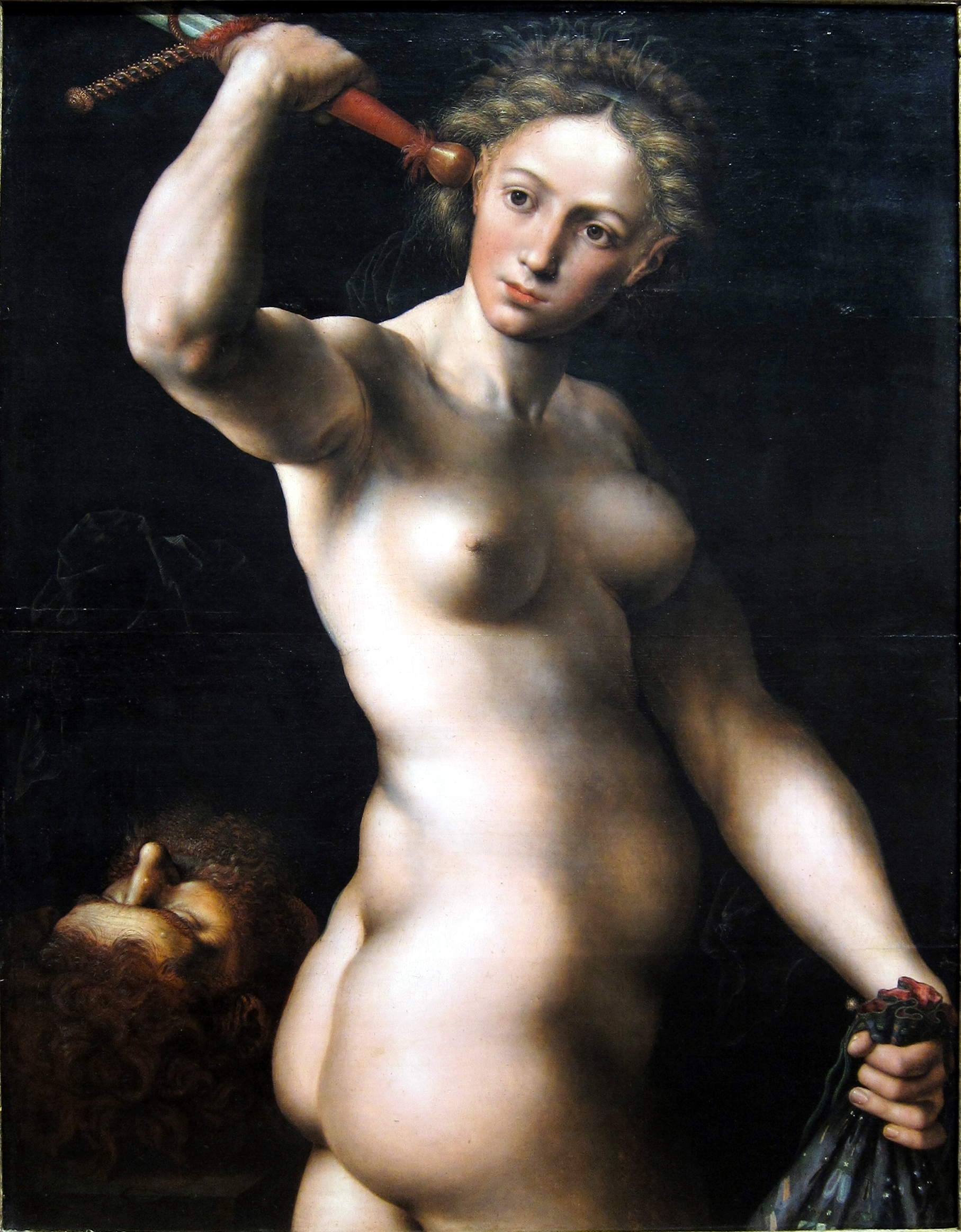
Jan Sanders van Hemessen, c. 1540
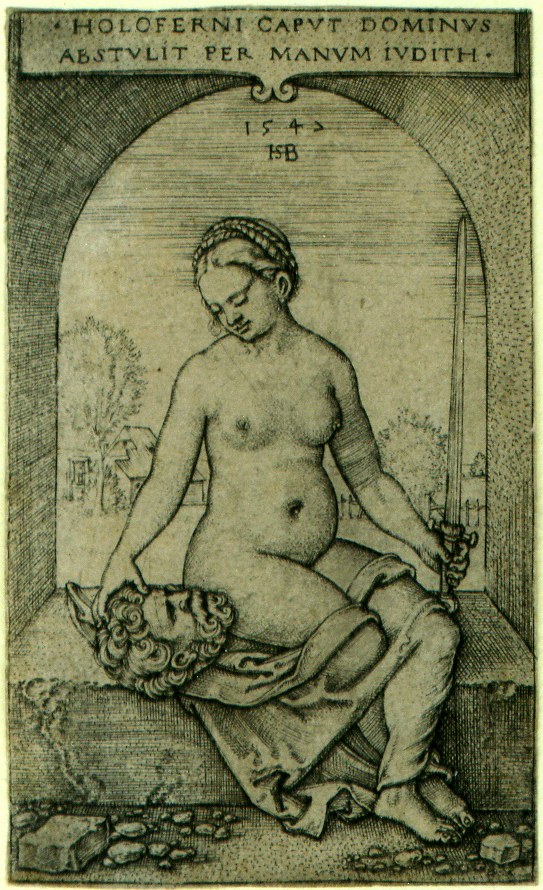
Sebald Beham, 1547
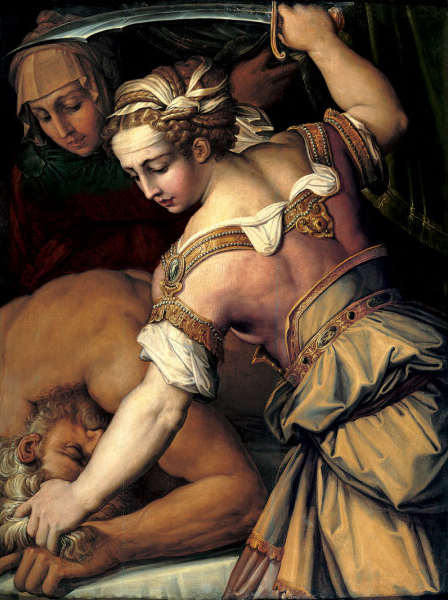
Vasari, 1557
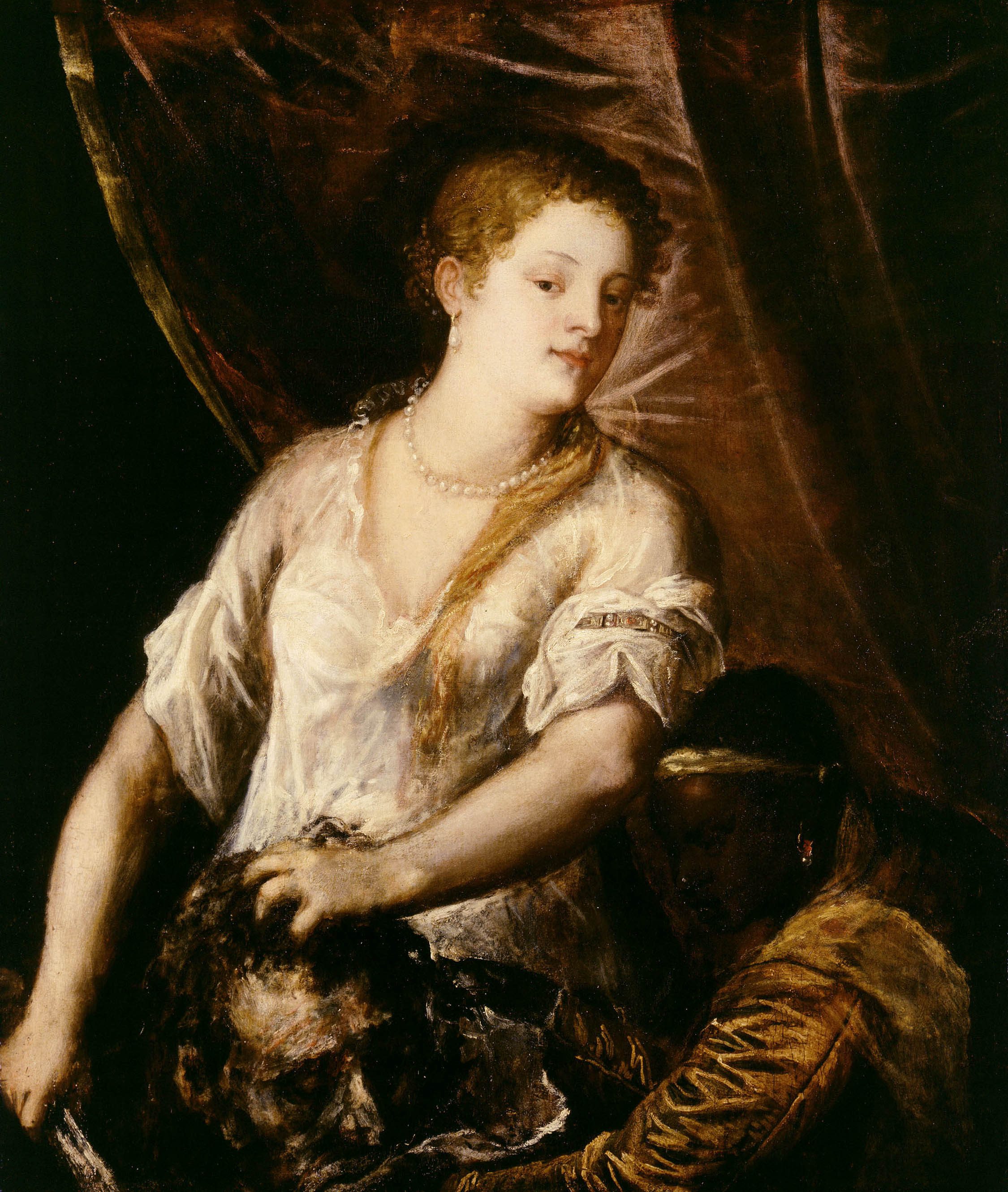
Tiziano, c. 1570
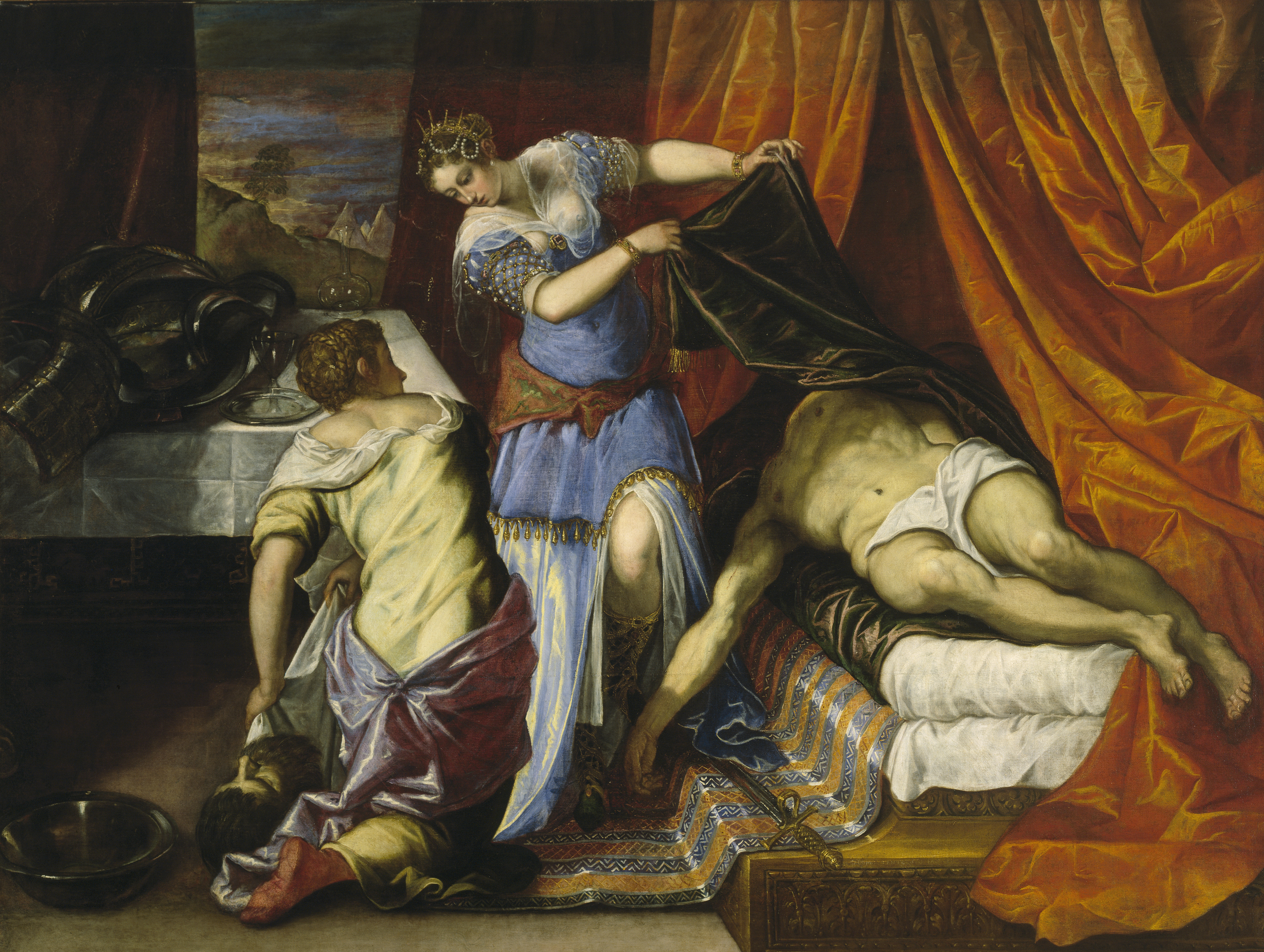
Tintoretto, c. 1577
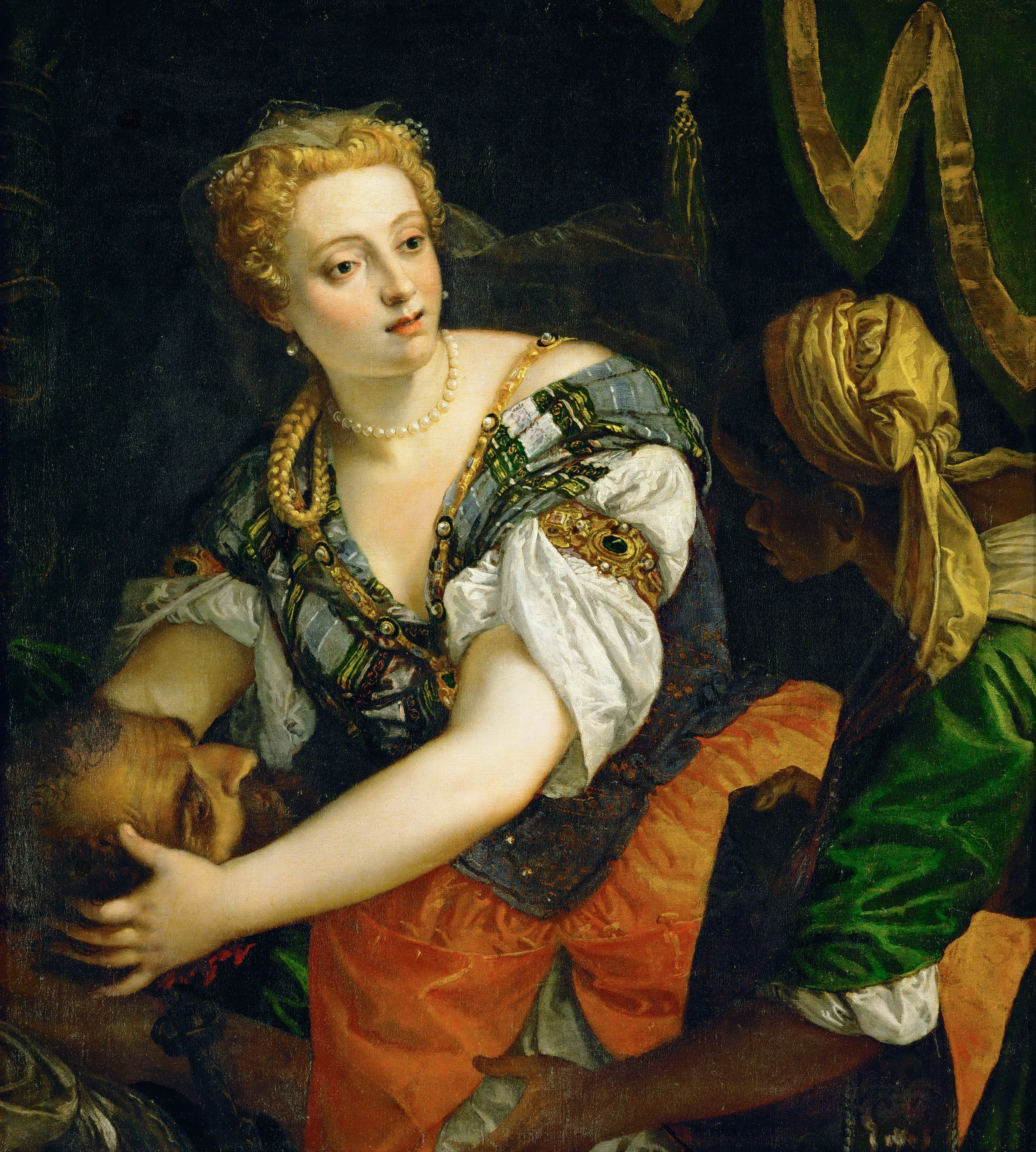
Veronés, c. 1580 (té almenys dues versions)
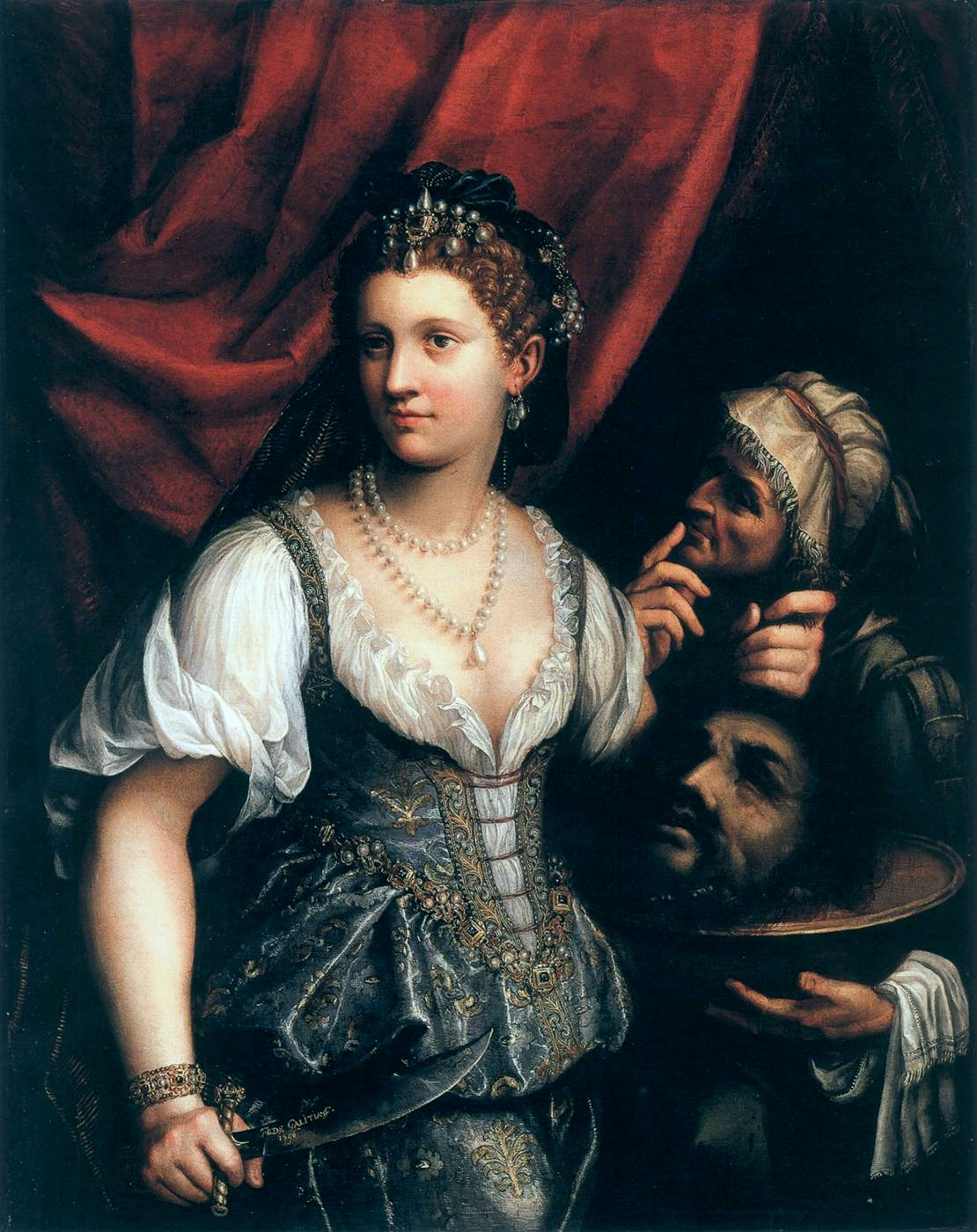
Fede Galizia, 1596
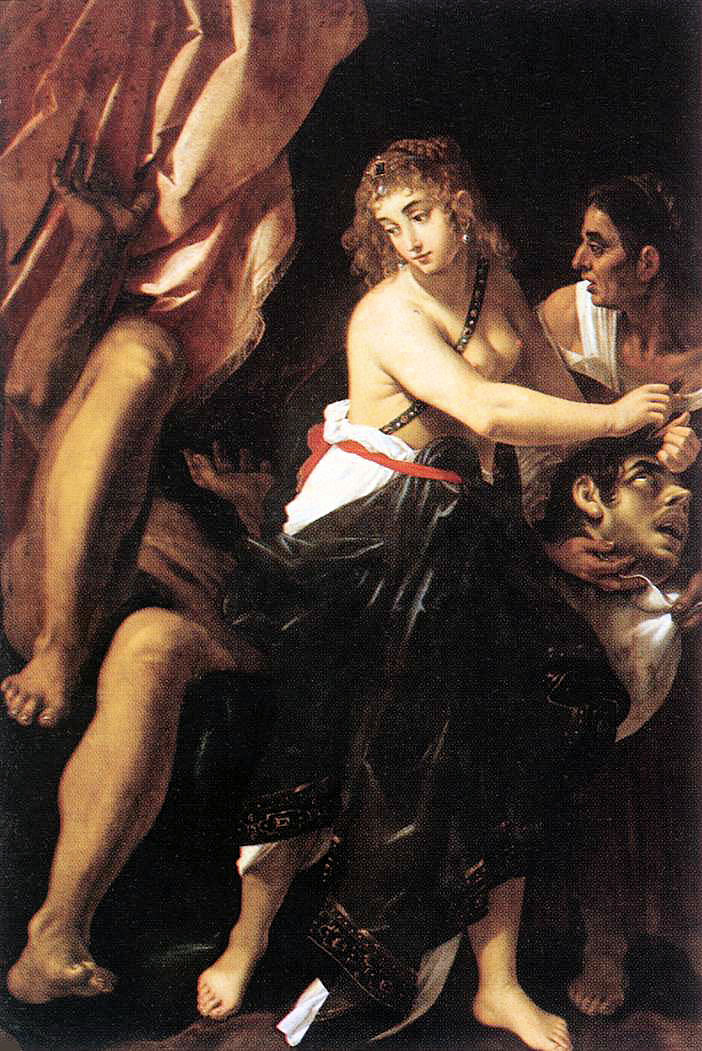
Giovanni Baglione, 1608
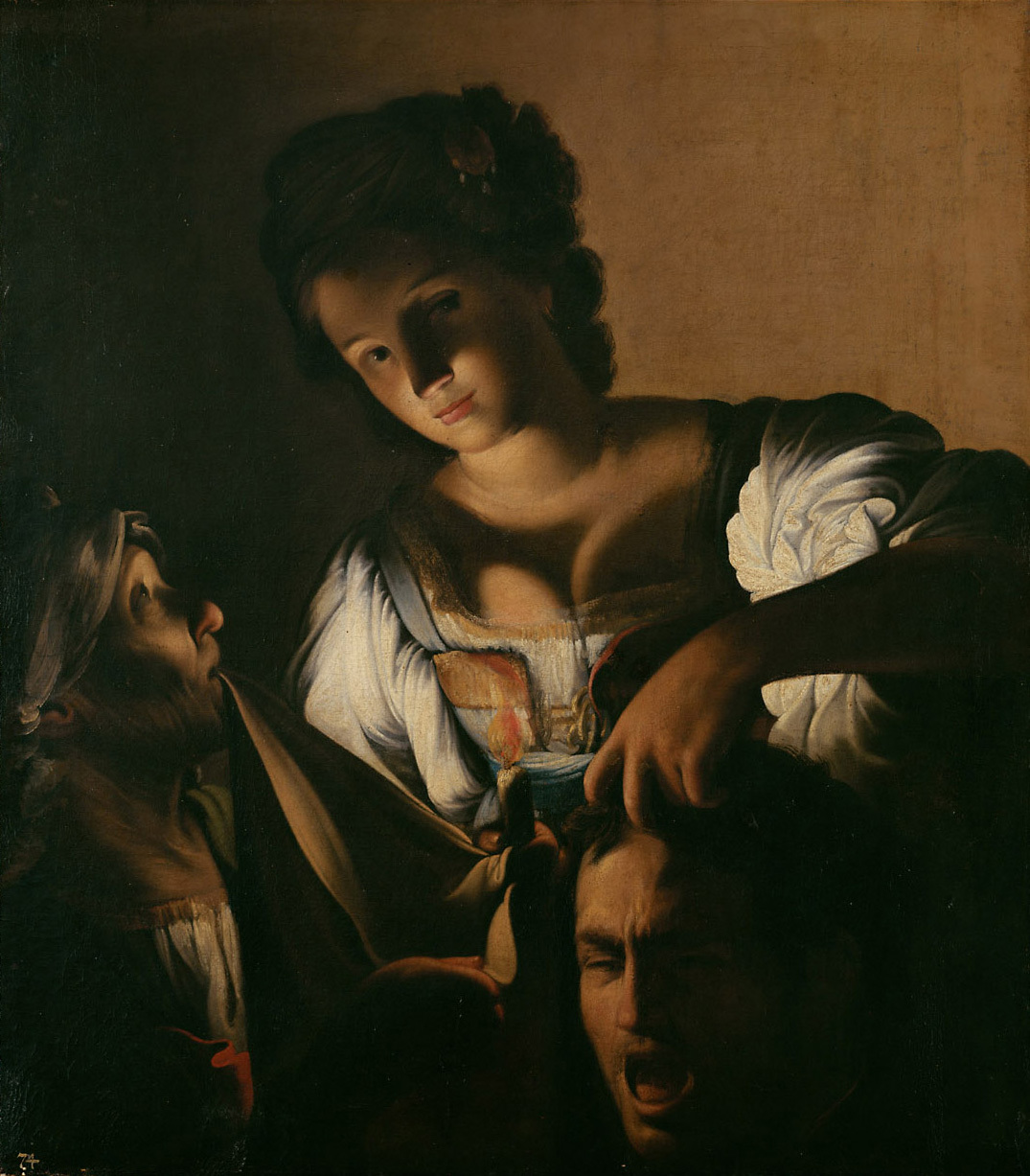
Carlo Saraceni, c. 1615
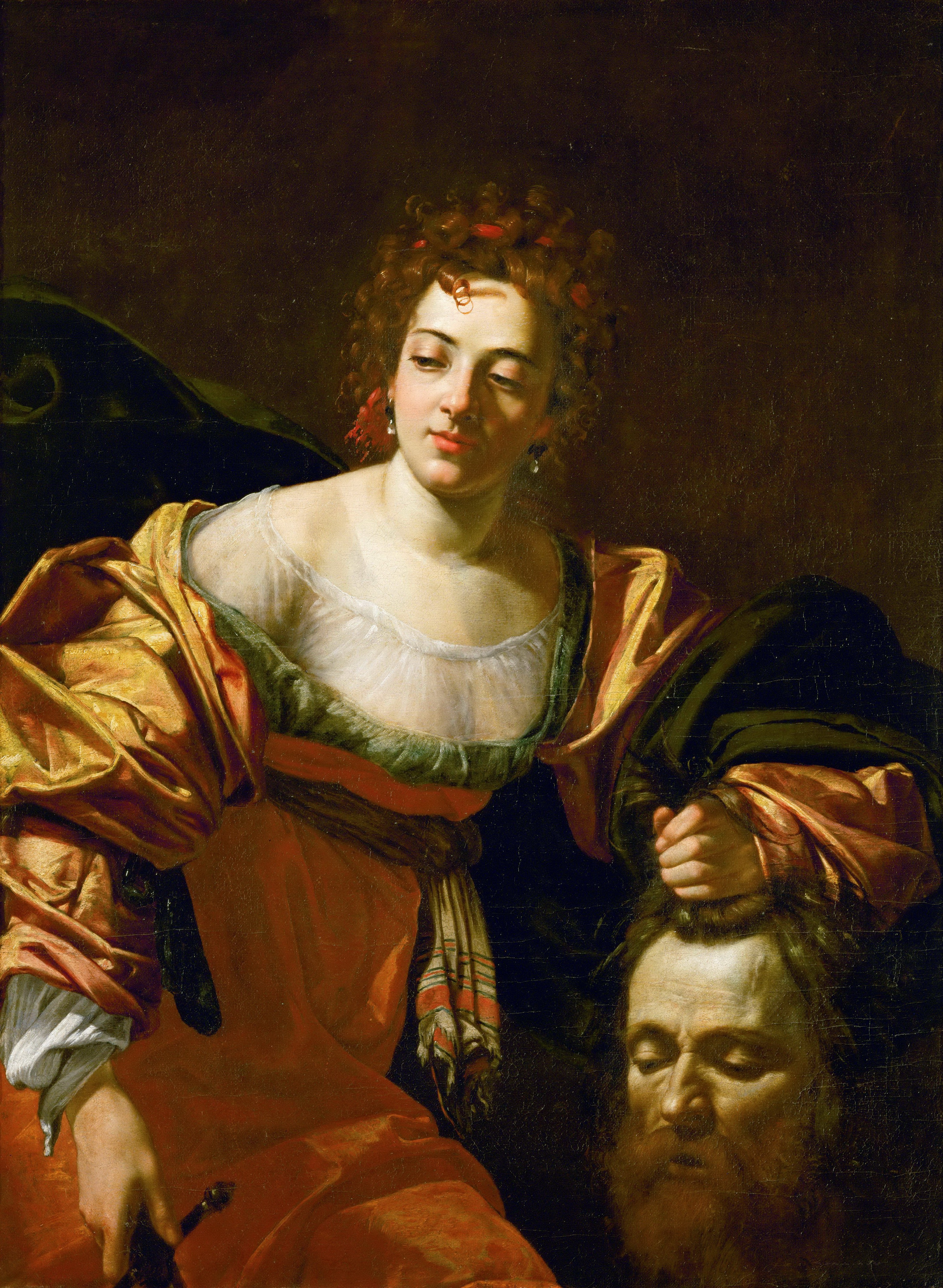
Simon Vouet, c. 1615-1620
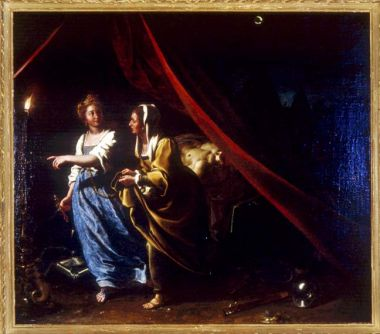
Antiveduto Grammatica, 1620-1625
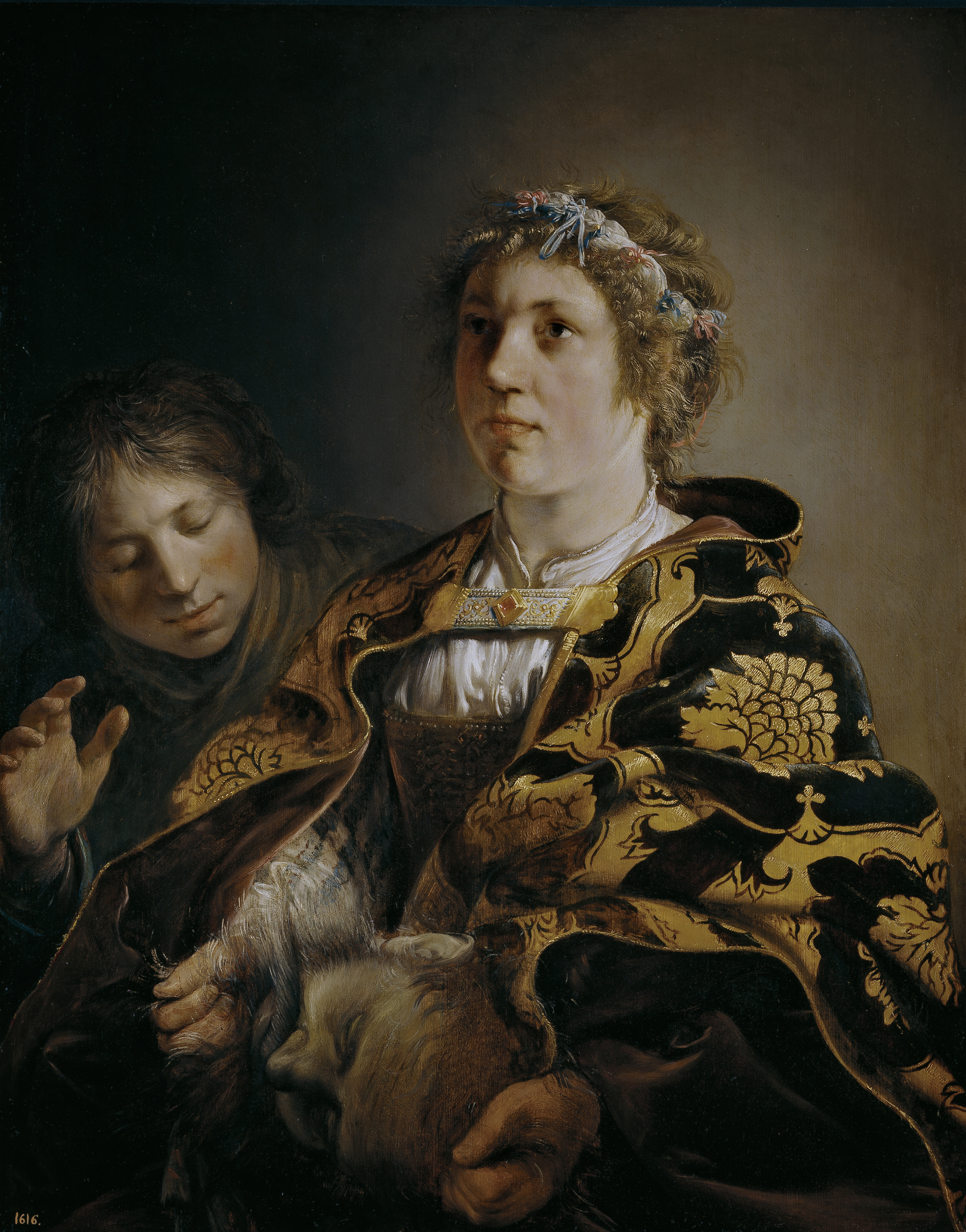
Salomon de Bray, 1636. Quan va ser adquirida per a les col·leccions reials espanyoles, va patir una repintada per eliminar les referències al·legòriques a la independència dels Països Baixos
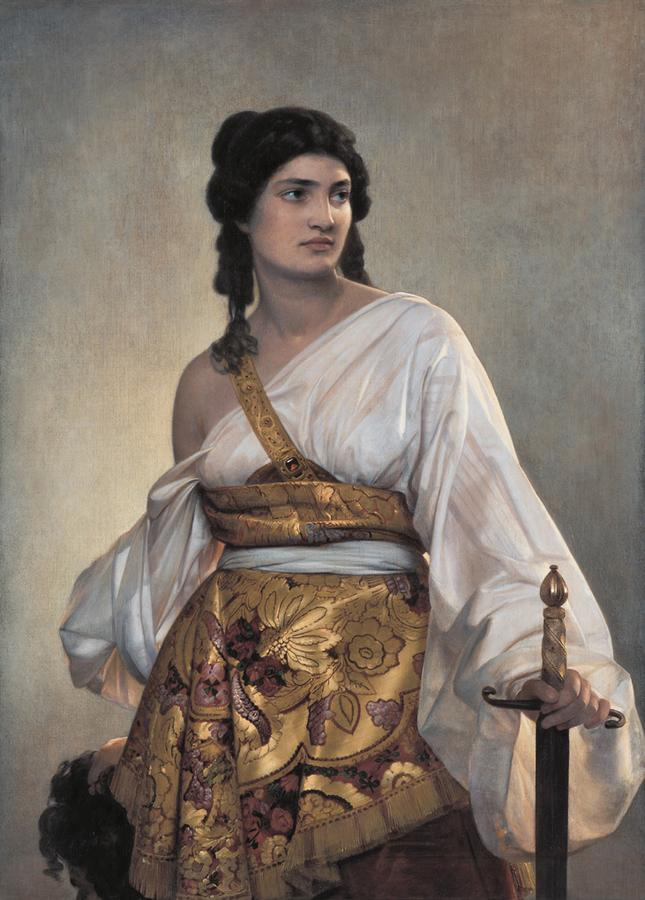
August Riedel, 1840
Gustave Doré, 1866
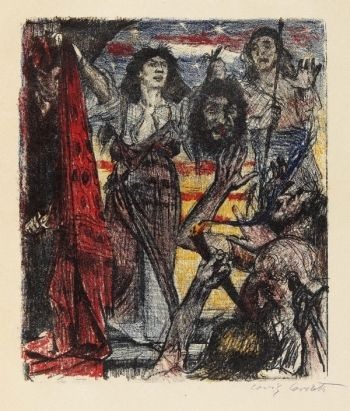
Lovis Corinth, finals del o començaments del
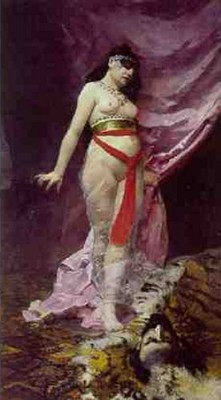
Paul Albert Steck, c. 1900

Judit, una bella vídua jueva de la qual està enamorat Holofernes, el general assiri que està a punt de destruir la ciutat de Betúlia, entra amb ell a la seva tenda i, aprofitant-se que ha quedat inconscient per haver begut en excés, li decapita amb seva pròpia espasa i fuig emportant-se'n el cap en una cistella, bossa o sarró. En les representacions artístiques sol aparèixer la figura d'una vella criada ajudant a Judit.
Els artistes han escollit entre dues possibles escenes:
- la de la decapitació, amb Holofernes jaient en un llit,
- la de l'heroïna emportant-se'n el cap.

Un vitrall de començament del segle xvi narra la història de forma seqüencial, representant dues escenes: en la primera i major Judit i Holofernes festegen en un banquet; en la segona i menor Judit i la criada porten el cap d'Holofernes en un sac, deixant el cos decapitat enrere.
Boticelli va representar les «Històries de Judit» en un díptic que mostra dues escenes simultànies: el Retorn de Judit a Betúlia i el Descobriment del cadàver d'Holofernes.
Més prolixa és la selecció d'escenes dels vitralls de la Santa Capella de París (segle xiii) o d'una sèrie de tapissos flamencs de la segona meitat del segle xvi (església de San Esteban de Burgos), que narra la totalitat de la història en deu obres: L'exèrcit de Nabucodonosor, L'avanç de l'exèrcit assiri, Escena bèl·lica, Arriba la guerra a Judà, Judit davant Holofernes, El banquet d'Holofernes, La decapitació d'Holofernes, Retorn a Betúlia i Judit mostra el cap d'Holofernes.
La utilització de la figura de la criada és un útil recurs iconogràfic per distingir el tema d'un altre similar: el de Salomé amb el cap de Joan Baptista, en què la dona (perversa en aquest cas) ha d'aparèixer sola, o davant del rei Herodes; a més en aquest cas el cap del Baptista s'exhibeix en una safata platejada.

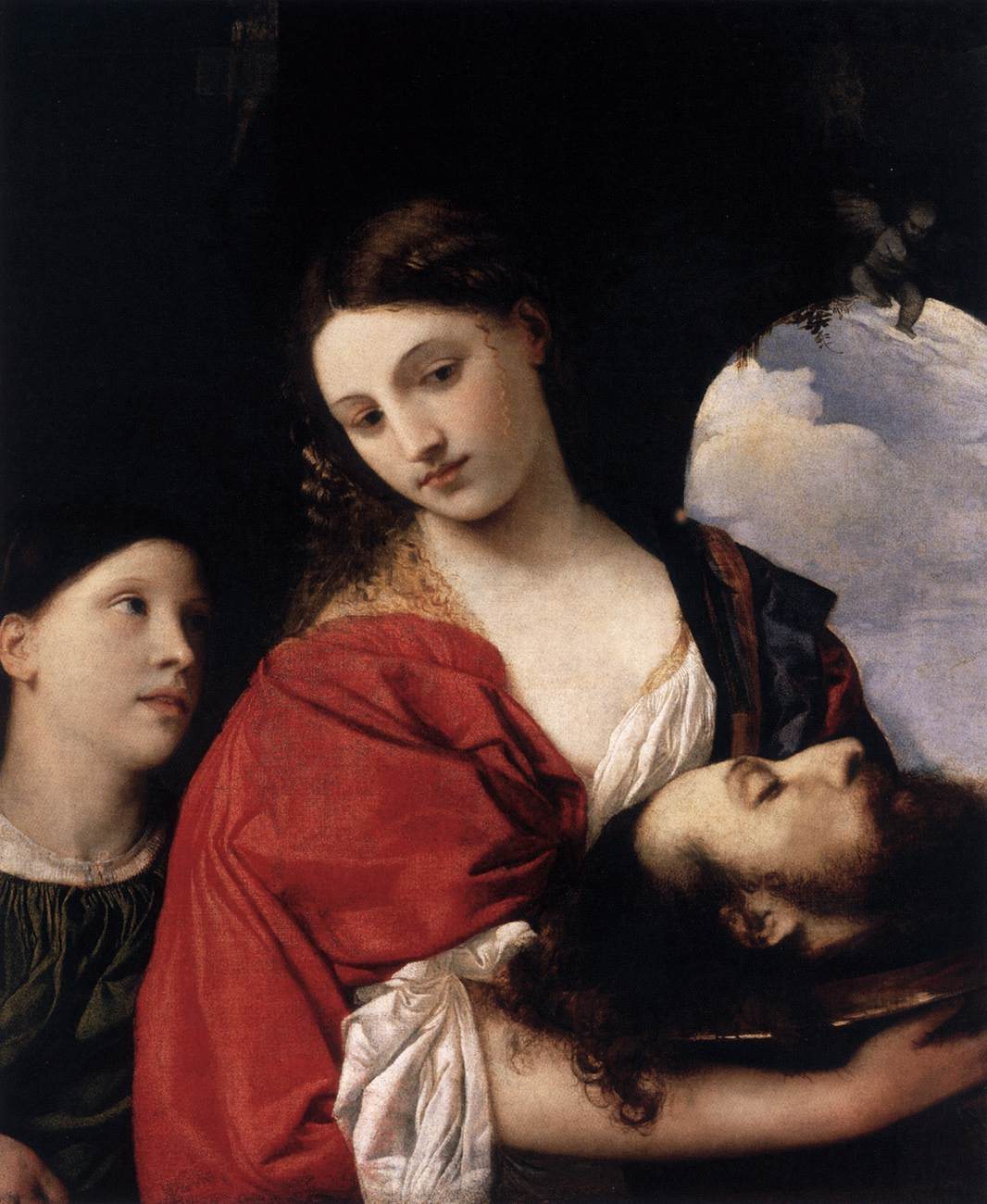

També hi ha una tradició de representació, en l'art del nord d'Europa, en què Judit compta amb una minyona i amb una altra figura que carrega amb el cap; el que va merèixer atenció del iconògraf Erwin Panofsky, com un exemple de la complexitat del seu camp d'estudi.
En el Renaixement nòrdic el tema és un exemple comú de «dona poderosa» o «dona forta». La feminitat sexualitzada o erotitzada de Judit és d'interès per a molts artistes i tractadistes, especialment per la seva combinació problemàtica amb la violència masculinizadora (en alguns casos interpretada com a «castradora») i per la seva relativa ambigüitat moral (és una heroïna proposta com a model de comportament, tot i que obté la seva victòria amb els seus «armes de dona» a través de l'engany, aprofitant els vicis de l'enemic en contra d'aquest). Judit és una de les «dones virtuoses» que Van Beverwijck esmenta en la seva apologia de la superioritat de la dona sobre l'home (1639).

## L'art paleocristià
El Llibre de Judit va ser acceptat per Sant Jeroni per ser incorporat a la Vulgata; a partir de llavors es va usar la imatge de Judit entre les d'altres dones dels relats bíblics. En l'art paleocristià aquestes representacions distaven molt de ser violentes o sexualitzades, sinó més aviat un tipus de verge orant, una figura que trepitja a Satan.

## L'art romànic i l'art gòtic
|  |  |  |

## El renaixement i el manierisme
|  |  |  |  |

L'escultura en bronze de Donatello posseeix un text al·legòric de lectura immediata per a la Florència del Quattrocento: el valor de la llibertat de la comuna medieval contra la tirania.

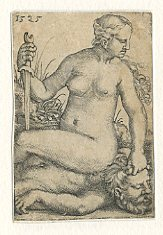
Gravat de Barthel Beham, 1525

En el Renaixement tardà, el tema canvia considerablement, un canvi que ha estat descrit com una «caiguda de la Gràcia», en què la figura de Judit s'allunya de les dones virtuoses (exemplificades en Maria) per apropar-se a les perverses (exemplificades en Eva). Les imatges de Judit en el Renaixement inicial i alt tendien a estar completament vestides i des-sexualitzades; a més de la de Donatello, així és la de Botticelli, la de Mantegna i la de Miquel Àngel. En el Renaixement tardà o Manierisme, com és el cas de Lucas Cranach el Vell, del taller van sortir almenys vuit Judits, es mostra més sexualitzada, com una «seductora-assassina». Segons el crític d'art britànic Jonathan Jones, «els seus vestits van ser introduïts en la iconografia per tensar la seva castedat, carregant-la sexualment, exposant el cap ensagnat a l'espectador impactat però fascinat». Aquesta transició es pot trobar a la Judit de Giorgione (c. 1505): «Giorgione mostra la instància heroica, el triomf de la victòria de Judit trepitjant el cap tallat i caigut d'Holofernes. Però l'emblema de la Virtut es desvirtua amb la cama nua que apareix a través de l'especial obertura del vestit, que evoca erotisme, indica ambigüitat i amb això es converteix en una primera al·lusió a la futura evolució de Judit des de Maria fins Eva, des de la guerrera a la femme fatale».
Especialment en l'art alemany es va desenvolupar un viu interès en les «dones fortes» i les heroïnes, que equilibraven el tractament dels herois homes. Els temes que combinaven sexe i violència es van fer molt demanats entre els col·leccionistes. Com Lucrècia, Judit es va convertir en el tema d'un desproporcionat nombre de gravats dels  «vells mestres» (old màster prints), en alguns dels quals apareix nua. Barthel Beham va gravar tres composicions sobre el tema; i altres dels «petits mestres» (Kleinmeister) ho van fer encara més vegades. Jacopo de' Barbari, Girolamo Mocetto (sobre un disseny d'Andrea Mantegna), i Parmigianino també van realitzar les seves pròpies versions.

## El barroc
|  |  |  |

Judit va seguir sent un tema popular en el període barroc. Al començament del segle xvii les imatges van començar a prendre un caràcter més violent i «Judit es va convertir en un parsonatge amenaçant per a l'artista i l'espectador». Pintors italians, com Caravaggio, Leonello Spada i Bartolomeo Manfredi van representar el tema; i entre els artistes del nord d'Europa van estar Rembrandt, Peter Paul Rubens i Eglon van der Neer. La influent composició de Cristofano Allori (posterior a 1613), de la qual hi ha diverses versions, copiava el concepte del David amb el cap de Goliat de Caravaggio; el cap d'Holofernes és un retrat de l'artista, Judit és la seva ex-amant, i la serventa seva mare. A la pintura d'Artemisa Gentileschi (Giuditta che decapita Oloferne), conservada a Nàpols es demostra el seu coneixement de la de Caravaggio datada el 1612; com Caravaggio, escull mostrar el moment crític de la decapitació. Una composició diferent conservada al Palazzo Pitti de Florència mostra una escena més tradicional: el moment en què es diposita el cap en una bossa (Giuditta i la sua ancella).
Moltes d'aquestes obres són resultat del patronatge privat, però altres pintures i cicles de gran importància van ser encàrrecs eclesiàstics, que semblen promoure una nova lectura al·legòrica de la història: la derrota de l'heretgia protestant. En el context de la Contrareforma, moltes imatges (com un cicle de frescs del Palau del Laterà encarregat pel Papa Sixt V i dissenyat per Giovanni Guerra i Cesare Nebbia) «proclama la seva apropiació retòrica per l'església catòlica o la Contrareforma contra les heretgies del protestantisme. Judit salva el seu poble venjant-se d'un adversari que descriu no només com un pagà sinó com tots els no creients (Judit 13:27), el que la converteix en una agent ideal de propaganda antiherètica».
Quan Rubens va començar a encarregar reproduccions impreses de la seva obra (1606-1610), la primera va ser un gravat de Cornelius Galle el Vell, de factura «alguna cosa maldestre». Altres es van encarregar a altres artistes, com Jacques Callot.

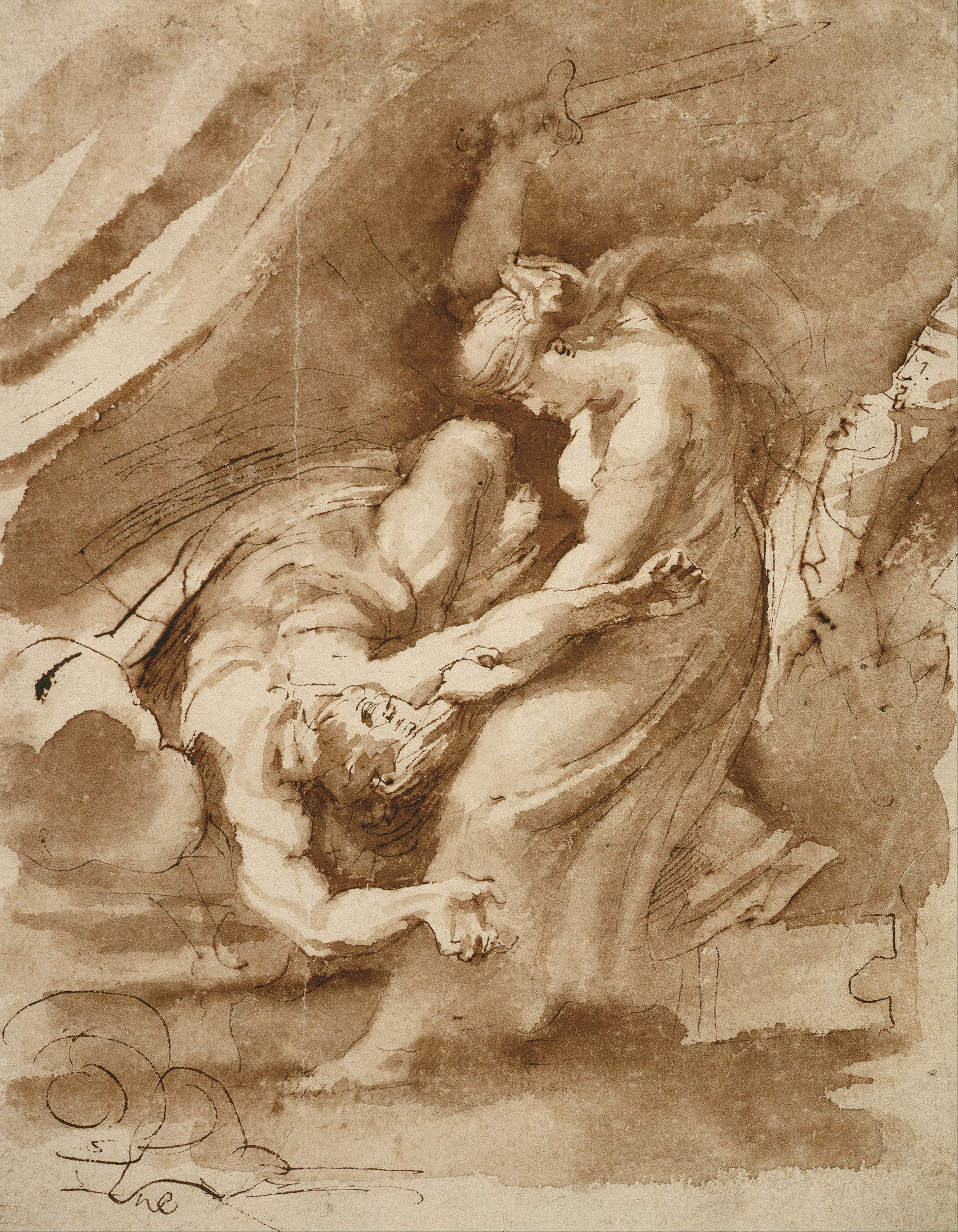
1609-1610, Institut Städel.
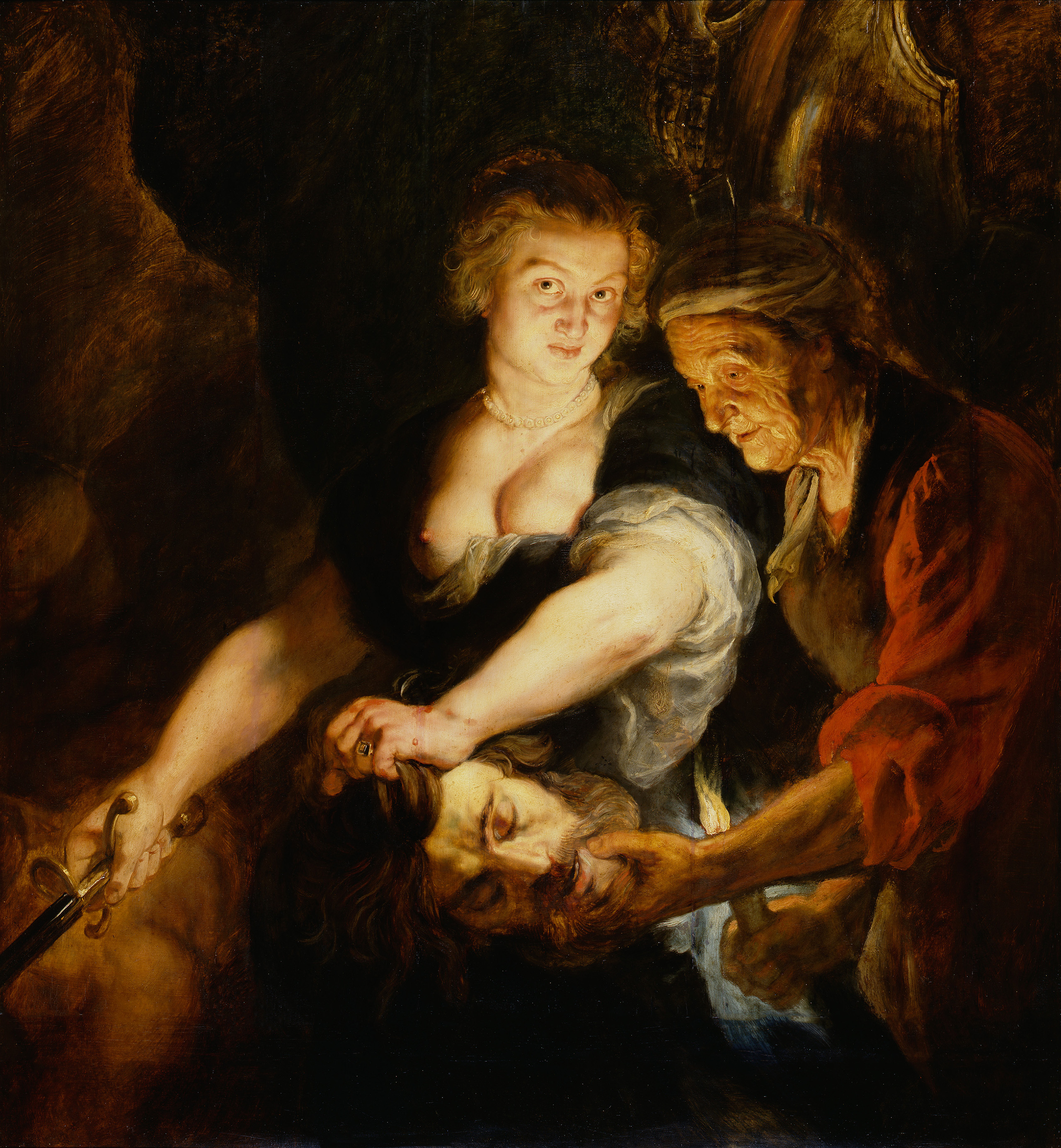
c. 1616, Museu Herzog Anton Ulrich
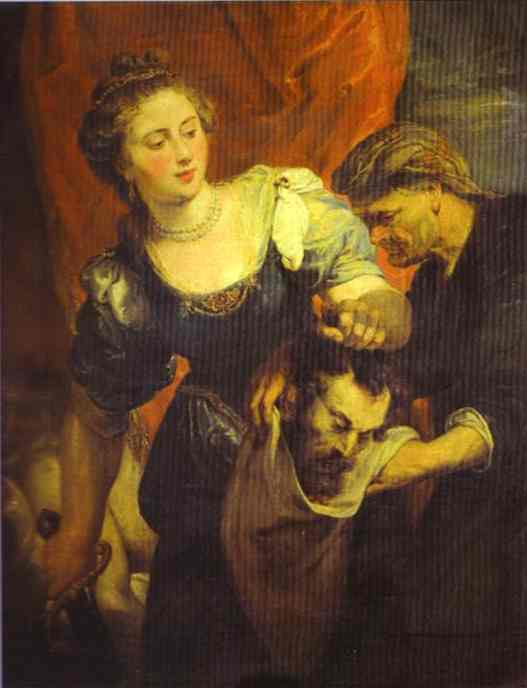
1620-1622, Ufizzi

En el primer terç del segle xviii, Giulia Lama tria un moment peculiar: no el de la decapitació, sinó l'immediatament anterior, quan, ja amb Holofernes inconscient i a la seva mercè, Judit aixeca els ulls al cel en oració (Judit 13:7, «Fes-me forta en aquesta hora, Déu d'Israel!»).

Giulia Lama, c. 1730, Galeria de l'Acadèmia de Venècia

## L'edat contemporània
|  |  |  |  |

La naturalesa excitant i al·legòrica del tema va continuar inspirant els artistes. A la fi del segle xix, Jean Charles Cazin va realitzar una sèrie de cinc pintures sobre el relat, que culminava en un final convencional, al gust de la moral victoriana: Judit, «en la seva honrosa ancianitat ... filant asseguda a casa».
Dos notables obres de Gustav Klimt tracten el tema: Judit I en 1901 («una onírica i sensual dona d'obertes vestidures»), i Judith II en 1909 («menys eròtica i més esborronadora»). Les dues «suggereixen» una «crisi de l'ego masculí ..., fantasies temoroses i violentes, barrejades amb un concepte erotitzat de la mort que dona i sexualitat desperten en almenys alguns homes del canvi de segle» (en el context de la Viena de la Sezession, contemporània de Sigmund Freud).
La nuesa de Judit és una constant en les obres de l'època. La Judit de Franz von Stuck (1927) apareix com «la alliberadora del seu poble», de peu, nua i sostenint una espasa, al costat del llit sobre el qual Holofernes jeu mig cobert per una tela blava. On el text bíblic la presenta com temorosa de Déu i casta, «la Judit de Franz von Stuck es converteix, en la seva enlluernadora bellesa, en el epítom de la seducció depravada».
El 1997, els artistes russos Vitaly Komar i Alexander Melamed van produir una Judit a la Plaça Roja, amb «Stalin en el paper d'Holofernes, conquerit per una jove russa que contempla el seu cap sever amb una barreja de curiositat i satisfacció». El 1999, l'artista estatunidenca Tina Blondell pinta una a Judit en aquarel·la; el seu I'll Make You Shorter by a Head està explícitament inspirat en la Judit I de Klimt, part d'una sèrie de pintures anomenada Fallen Angels.
Com a part de la seva primera sèrie de retrats de dones An Economy of Grace, l'artista estatunidenc Kehinde Wiley representa a Judit com una afroamericana, descalça i vestint un vestit de Givenchy. Típica del seu estil, la Judit de Wiley està envoltada d'un marc de flors de colorit brillant, que desvia l'atenció de l'ombrívol cap andrògin i blanc que sosté.

### Paviment

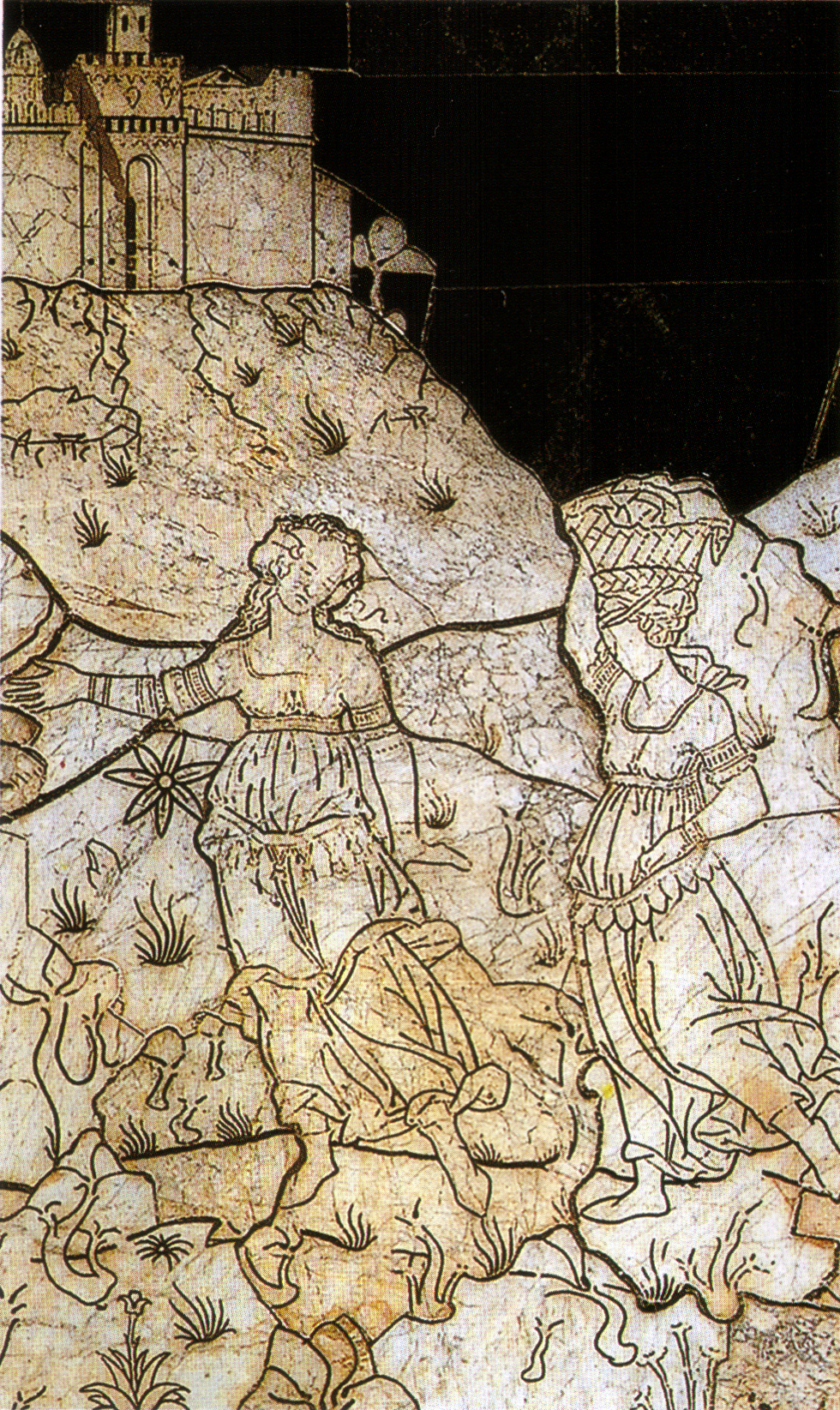
Històries de Judit, paviment de la catedral de Siena, de Francesco di Giorgio (c. 1500)

## Obres(selecció)

### Escultura
- Judith i Holofernes (Donatello)

### Pintura
- Andrea Mantegna va realitzar almenys tres versions: Judit i Holofernes (National Gallery of Art, Washington; National Gallery of Ireland, Dublín; Museum of Fine Arts, Montreal).
- Sandro Botticelli va realitzar dues versions:

- Històries de Judit; díptic conservat a la Galeria degli Uffizi de Florència, amb les escenes del descobriment del cadàver d'Holofernes i de la marxa de Judit i la serventa cap a Betúlia.
- Judit amb el cap d'Holofernes; conservat a Rijksmuseum.

- Judit amb el cap d'Holofernes; Giorgione, caracteritzat per la posició, en la qual la cama que aixafa el cap d'Holofernes sobresurt del vestit, insinuant la nuesa, semblant a la d'un anònim de l'escola de Siena conservada en el Palazzo Chigi-Saracini.
- Tiziano va realitzar almenys tres versions del tema:

- Justícia; un fresc al·legòric en la façana del Fondaco dei Tedeschi de Venècia (c. 1508).
- Judith i Holofernes; Madrid, c. 1552-1555, i Detroit, c. 1565.

- Judit i la seva serventa amb el cap d'Holofernes; Correggio
- Judit i Holofernes; Caravaggio
- Artemisia Gentileschi va realitzar almenys quatre versions (dues versions de cada part del tema):

- Judit decapitant a Holofernes; Forència i Nàpols.
- Judit amb la seva serventa; Florència i Detroit.

- Judit i Holofernes; Rubens va realitzar diverses versions del tema.
- Judit decapitant a Holofernes; Ludovicus Finsonius.
- Artemisa; la seva atribució del tema ha estat revisada, considerant-se en l'actualitat una Judit en el banquet d'Holofernes.
- Triomf de Judit; Lucas Jordán.
- Judit i Holofernes; Goya
- Gustav Klimt va realitzar almenys dues versions del tema:

- Judith I.
- Judith II.

També apareix l'escena com a part de grans frescos amb múltiples temes:
- Volta de la Capella Sixtina; Miquel Àngel.
- L'Assumpció de la Verge; Correggio.

### Literatura
- Aelfric d'Eynsham, cap a l'any 1000, va compondre en llengua anglosaxona i prosa al·literada una homilia sobre el tema de Judit.
- El manuscrit Cotton (Codex Nowell), que conté també el Beowulf, inclou una paràfrasi bíblica en vers, també escrita en anglosaxó.
- Lope de Vega va escriure un sonet sobre el tema: Al triunfo de Judith, el LXXVIII de Rimas humanas (1602).[Nota 8]
- Felipe Godínez, deixeble de Lope, va escriure una obra de teatre sobre el tema, Judith y Holofernes.
- Diego Juan de Vera Tassis y Villarroel va escriure una obra de teatre sobre el tema, El triunfo de Judit y muerte de Holofernes, representada en el Cuarto de la Reina (1688).
- Hans Sachs: Judith, die messig - Ballade (1531)[36]
- Joachim Greff: Tragedia des Buchs Judith inn Deudsche Reim (Wittenberg, 1536)
- Martí Luter: Vorrede auf das Buch Judith (1534, publicat per Manfred Vorkamm en Luthers Vorreden zu Bibel (Frankfurt, 1883).
- Sixtus Birck: Judith (1539)
- Georg Wickram: Der trunkene Holofernes (1539)
- Samuel Hebel: Ein Spil von der Belegerung der Stadt Bethulia (1566)
- Cornelius Schonaeus: Juditha (1592)
- Martin Behm: Tragicomedia - Ein schön teutsch Spiel von Holoferne und der Judith (Wittenberg, 1618)
- Martin Opitz: Judith (1635)
- Claude Boyer: Judith - Tragédie en 5 actes (París, 1718)[37]
- Paul Duhamel: Béthule delivrée - Tragédie (París, 1772)
- Anónimo: Judith und Holofernes - Ein Drama in 5 Akten (Zerbst, 1818)
- Friedrich Hebbel: Judith (1840)
- Johann Nepomuk Nestroy: Judith und Holofernes (1849)
- Jean Giraudoux: Judith (París, 1931)
- Howard Barker: Judith: A Parting from the Body (1992)

### Música
|  |  |

- Thomas Tallis: Spem in alium. Motet (1570).
- Alessandro Scarlatti: La Giuditta. Oratori en dos parts (1695)
- Elizabeth Jacquet de la Guerre: Judith. Cantata 6 amb simfonia (1711)
- Georg Caspar Schürmann: L'Amor insanguinato oder Holofernes. Llibret de Joachim Beccau (1716)
- Antonio Vivaldi: Juditha triumphans devicta Holofernis barbarie. Oratori (1716)
- Francisco Antonio de Almeida: La Giuditta. Oratori (1726)
- Wolfgang Amadeus Mozart: Betulia Liberata. Oratori. K. 118 (74c), (1771)
- Aleksandr Serov: Judith. Òpera (1863-1865)
- Emil Nikolaus von Reznicek: Holofernes. Òpera (1923)
- Arthur Honegger: Judith - Cantique De Pâques (1925)
- Eugène Aynsley Goossens: Judith - Oper in einem Akt. Llibret d'Arnold Bennett (1927)
- Siegfried Matthus: Judith - Oper nach dem gleichnamigen Drama von Friedrich Hebbel und Texten aus Buchern des Alten Testaments (1979)
- Judith Holofernes és un grup de Pop-Rock alemany.

### Cinema
|  |  |

| Any  | Pel·lícula                                | País           | Intèrpret        | Director            | Format        |
| ---- | ----------------------------------------- | -------------- | ---------------- | ------------------- | ------------- |
| 1914 | Judith of Bethulia                        | EUA            | Blanche Sweet    | D.W. Griffith       | Migmetratge   |
| 1920 | Giuditta e Oloferne                       | Itàlia         | Ileana Leonidoff | Aldo Molinari       | Llargmetratge |
| 1929 | Giuditta e Oloferne                       | Itàlia         | Jia Ruskaja      | Baldassarre Negroni | Llargmetratge |
| 1959 | Giuditta e Oloferne /Judith et Holofernes | Itàlia, França | Isabelle Corey   | Fernando Cerchio    | Llargmetratge |
| 1961 | Judith                                    | Argentina      | Violeta Antier   | David Stivel        | Telefilm      |
| 1980 | Judita                                    | Iugoslàvia     | Dubravka Miletic | Marin Caricl        | Teleflm       |
| 2007 | Judith                                    | Canadà         | Annick Fontaine  | Eric Chaussé        | Curtmetratge  |